# 마이소르 왕국
마이소르 왕국(칸나다어: ಮೈಸೂರು ಸಂಸ್ಥಾನ Maisūru sansthāna)은 1399년경부터 1950년까지 남인도 마이소르를 중심으로 존속했던 왕국이다. 왕국의 영토 경계와 통치 형태는 왕국 존속 기간 동안 크게 변화했다. 원래 비자야나가라 제국의 봉신국이었으나, 주요 정치적 변화를 거쳐 1799년부터 1947년까지 인도 제국의 번왕국이 되었다.
주로 와디야르 왕조에 의해 건국되고 통치된 이 왕국은 처음에는 비자야나가라 제국의 봉신국 역할을 했다. 제국의 점진적인 쇠퇴와 함께 16세기 팀마라자 워데야르 2세는 독립을 선언했다. 17세기에 영토는 꾸준히 확장되었고, 나라사라자 워데야르 1세와 데바라자 워데야르 2세의 통치 기간 동안 왕국은 현재의 카르나타카 남부와 타밀나두주 일부를 합병하여 데칸고원의 강력한 세력이 되었다.
1761년부터 1799년까지 짧은 이슬람 통치 기간 동안, 이 왕국은 하이데르 알리와 티푸 치하에서 술탄국이 되었고, 종종 술타나트-이-쿠다다드(신이 내린 술탄국)로 불렸다. 이 기간 동안 마라타 동맹, 하이데라바드 니잠, 트라방코르 왕국, 대영 제국과 갈등을 겪었으며, 4차례의 영국-마이소르 전쟁으로 절정에 달했다. 제1차 영국-마이소르 전쟁에서의 마이소르의 성공과 제2차 영국-마이소르 전쟁에서의 교착 상태에 이어 제3차 영국-마이소르 전쟁과 제4차 영국-마이소르 전쟁에서의 패배가 뒤따랐다. 스리랑가파트나 공방전에서 티푸가 4차 전쟁 중에 사망한 후, 그의 왕국 대부분은 영국에 합병되었고, 이는 남인도에 대한 마이소르의 패권 시대의 종말을 알렸다. 크리슈나라자 워데야르 3세가 왕이 되자 권력은 완전히 와디야르 가문으로 돌아왔다.
1831년, 영국은 왕국을 직접 통치했으며 위원회가 1881년까지 통치했다. 환원 문서에 따라 1881년 차마라자 와디야르 10세가 왕이 되면서 권력은 다시 와디야르 가문으로 넘어갔다. 1913년, 해당 문서 대신 크리슈나라자 와디야르 4세 마하라자 시대에 왕국과 적절한 종속 동맹이 체결되었다.
1947년 인도가 왕실 통치로부터 독립하자, 마이소르 왕국은 인도 연방에 합류했다. 합류 후, 마이소르주가 되었고, 나중에 다른 칸나다어 사용 지역과 통합하여 현재의 카르나타카주를 형성했다. 독립 직후, 자야차마라자 와디야르 마하라자는 1956년까지 라자프라무크로 재직했으며, 이후 확장된 주의 첫 번째 주지사가 되었다.
인도 번왕국임에도 불구하고 마이소르는 남아시아에서 더 발전되고 도시화된 지역 중 하나로 꼽혔다. 준회복 이후의 기간(1799년–1947년) 동안 마이소르는 인도의 예술 및 문화의 중요한 중심지 중 하나로 부상했다. 마이소르 마하라자들은 뛰어난 순수 예술가이자 문학가였을 뿐만 아니라 열렬한 후원자이기도 했다. 그들의 유산은 오늘날에도 음악과 예술에 영향을 미치고 있으며, 마이소르 로켓의 사용으로 로켓 과학에도 영향을 미쳤다.

## 역사

### 초기 역사
왕국의 역사에 대한 자료에는 수많은 현존하는 석재 및 구리판 비문, 마이소르 궁전 기록, 그리고 칸나다어, 페르시아어, 기타 언어로 된 현대 문학 자료가 포함된다. 전통적인 기록에 따르면, 왕국은 현대 마이소르 시를 기반으로 하는 작은 국가로 시작되었으며, 야두라야(비자야라고도 알려짐)와 크리슈나라야 두 형제에 의해 건국되었다. 그들의 기원은 전설 속에 묻혀 있으며 여전히 논쟁의 여지가 있다. 일부 역사가들은 드와르카에서 북부 기원을 가정하지만, 다른 이들은 카르나타카에 위치한다고 주장한다. 야두라야는 지역 공주 치카데바라시와 결혼하여 봉건 칭호 "워데야르"(칸나다어: ಒಡೆಯರ್ Oḍeyar)를 사용했으며, 이는 후대 왕조에 이어졌다. 워데야르 가문에 대한 최초의 명확한 언급은 비자야나가라 황제 아츄타 데바 라야 (1529–1542) 통치 시기의 16세기 칸나다 문학에서 발견된다. 워데야르 자신들이 발행한 가장 오래된 비문은 1551년 소군주 팀마라자 2세의 통치 시기로 거슬러 올라간다.

### 자율성: 발전과 역전
그 다음 왕들은 1565년 비자야나가라 제국이 쇠퇴할 때까지 제국의 봉신으로 통치했다. 이때 왕국은 300명의 병력으로 보호되는 33개 마을로 확장되었다. 팀마라자 2세 왕은 주변 일부 부족을 정복했으며, 그들 중 정치적 중요성을 지닌 첫 번째 통치자인 볼라 차마라자 4세(문자 그대로 "대머리") 왕은 명목상의 비자야나가라 군주 아라비두 라마라야에게 공물을 바치지 않았다. 아라비두 라마라야가 죽은 후, 워데야르 가문은 더욱 자신감을 얻었고 라자 워데야르 1세 왕은 비자야나가라 총독(마하만달레슈바라) 아라비두 티루말라로부터 스리랑가파트나의 지배권을 장악했다. 이는 퇴보한 비자야나가라 제국의 현직 왕인 벤카타파티 라야의 암묵적인 승인을 얻어낸 발전이었다. 라자 워데야르 1세의 통치 기간 동안에는 자가데바 라야로부터 북쪽 찬나파트나를 합병하여 영토가 확장되었으며, 이는 마이소르를 지역 정치의 중요한 요소로 만들었다.
그 결과, 1612–13년경, 와디야르 가문은 상당한 자율성을 행사했으며, 명목상 아라비두 왕조의 종주권을 인정했지만, 찬드라기리에 대한 공물과 수입 이양은 중단되었다. 이는 1630년대까지 찬드라기리 황제에게 계속 조공을 바쳤던 타밀 지방의 나야카 왕조와 같은 다른 주요 추장들과는 현저히 대조적이었다. 차마라자 6세와 칸티라바 나라사라자 1세는 북쪽으로 더 확장하려 했지만, 비자푸르 술탄국과 그들의 마라타 부하들에게 저지당했다. 하지만 라나둘라 칸 휘하의 비자푸르 군대는 1638년 스리랑가파트나 공성전에서 효과적으로 격퇴되었다. 이후 확장 야망은 남쪽 타밀 지방으로 향했고, 나라사라자 워데야르는 사티아망갈람 (현대 에로드구 북부)을 획득했으며, 그의 후계자 도다 데바라자 워데야르는 마두라이 추장들을 성공적으로 격퇴한 후 에로드와 다르마푸리의 서부 타밀 지역까지 확장했다. 말나드의 켈라디 나야카 침공도 성공적으로 처리되었다. 이 시기 이후 1670년대 마라타와 무굴이 데칸으로 압박해 들어오면서 복잡한 지정학적 변화가 뒤따랐다.
치카 데바라자(1672–1704 재위)는 이 시기 대부분을 통치했던 마이소르 초기의 가장 주목할 만한 왕으로, 어려움을 극복하고 영토를 더욱 확장하는 데 성공했다. 그는 마라타와 무굴과의 전략적 동맹을 통해 이를 달성했다. 왕국은 곧 동쪽으로 살렘과 벵갈루루, 서쪽으로 하산구, 북쪽으로 치카마갈루루와 툼쿠르, 남쪽으로 코임바토르의 나머지 지역을 포함하게 되었다. 이러한 확장에도 불구하고, 현재 남인도 심장부에서 서고츠산맥부터 코로만델 해안 평원의 서쪽 경계까지 상당한 부분을 차지하는 왕국은 직접적인 해안 접근 없이 내륙에 머물렀다. 치카 데바라자의 이를 개선하려는 시도는 마이소르와 이케리의 나야카 추장들, 그리고 코다구 (현대 쿠르그)의 왕들(라자스) 사이에 갈등을 불러일으켰다. 이들 사이에서 카나라 해안 (현대 카르나타카의 해안 지역)과 그 사이의 구릉 지역을 각각 통제했다. 이 갈등은 마이소르가 페리야파트나를 합병했지만 팔루파레에서 역전을 겪는 등 엇갈린 결과를 낳았다.
그럼에도 불구하고, 왕국이 "벙어리 왕"(무카라수) 칸티라바 나라사라자 2세에게 넘어간 1704년경부터 왕국의 생존과 확장은 동맹, 협상, 때로는 복종, 그리고 모든 방향으로의 영토 합병이라는 섬세한 게임을 통해 이루어졌다. 역사가 산자이 수브라마냠과 세투 마다바 라오에 따르면, 마이소르는 이제 무굴 제국의 공식적인 조공국이 되었다. 무굴 기록은 마이소르가 정기적인 조공(페시카시)을 지불했다고 주장한다. 그러나 역사가 수리나트 우. 카마스는 무굴이 마이소르를 동맹으로 여겼을 수도 있다고 생각하는데, 이는 남인도에서의 무굴-마라타 경쟁으로 인해 발생한 상황이다. 1720년대에 무굴 제국이 쇠퇴하면서, 아르콧과 시라에 있던 무굴 거주자들이 조공을 요구하면서 추가적인 합병증이 발생했다. 그 다음 해에는 크리슈나라자 워데야르 1세가 코다구 추장들과 마라타를 막으면서 조심스럽게 행동했다. 그 뒤를 이어 차마라자 워데야르 7세가 통치했으며, 그의 통치 기간 동안 권력은 재상(달와이 또는 달라보이) 난자라자와 총리(사르바디카리) 데바라자에게 넘어갔다. 이들은 난잔구드 근처 칼랄레 마을 출신의 영향력 있는 형제들로, 워데야르 가문은 명목상의 수장으로 전락한 채 30년간 통치했다. 크리슈나라자 2세 통치 후반기에는 데칸 술탄국이 무굴 제국에 의해 가려졌고, 혼란 속에서 군대 대위였던 하이데르 알리가 부상했다. 1758년 벵갈루루에서 마라타족을 상대로 승리하여 그들의 영토를 합병하면서 그는 상징적인 인물이 되었다. 그의 업적을 기리기 위해 왕은 그에게 "나와브 하이데르 알리 칸 바하두르"라는 칭호를 주었다.

### 하이데르 알리와 티푸 술탄 치하

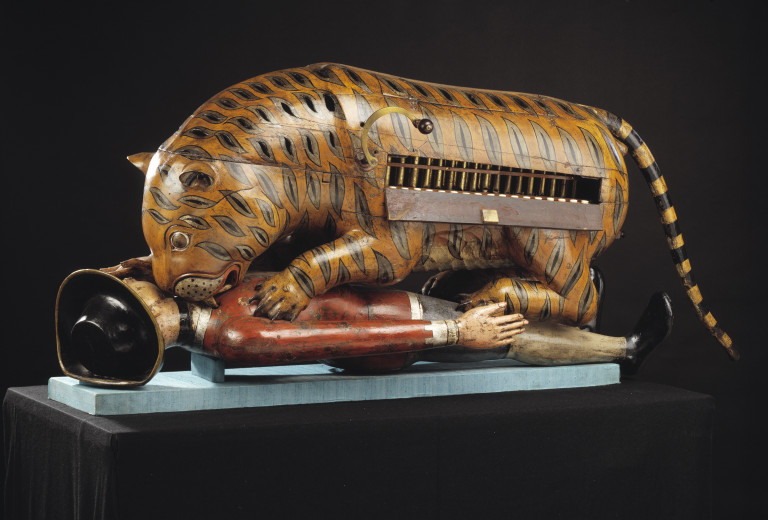
오르간 건반이 보이는 티푸의 호랑이

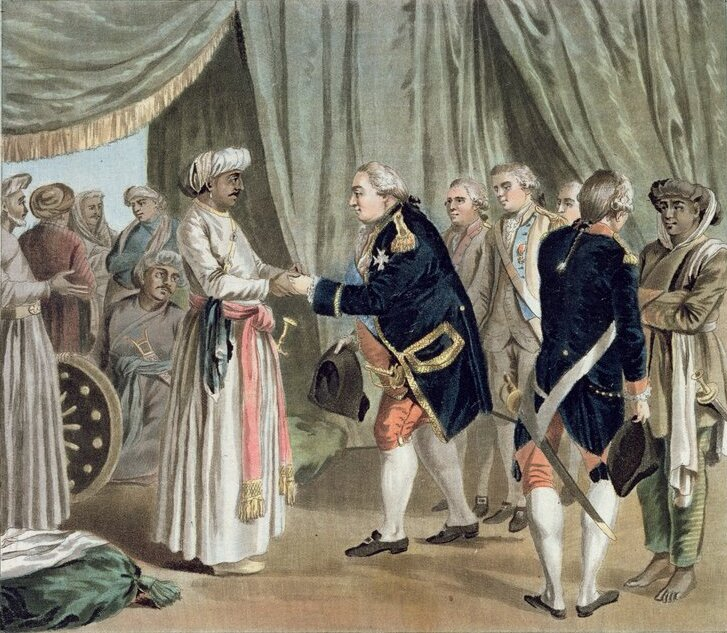
쉬프랑 제독이 1783년 동맹 하이데르 알리와 만나는 모습. J. B. 모레트의 1789년 판화

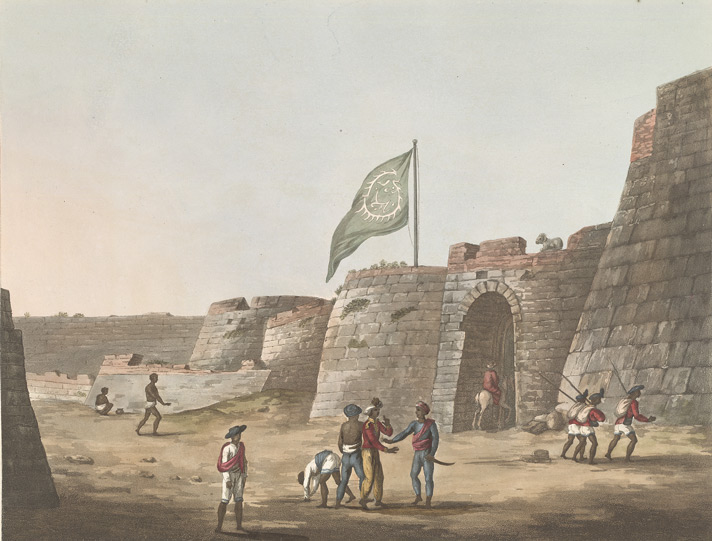
벵갈루루 요새 입구에 걸린 티푸의 깃발

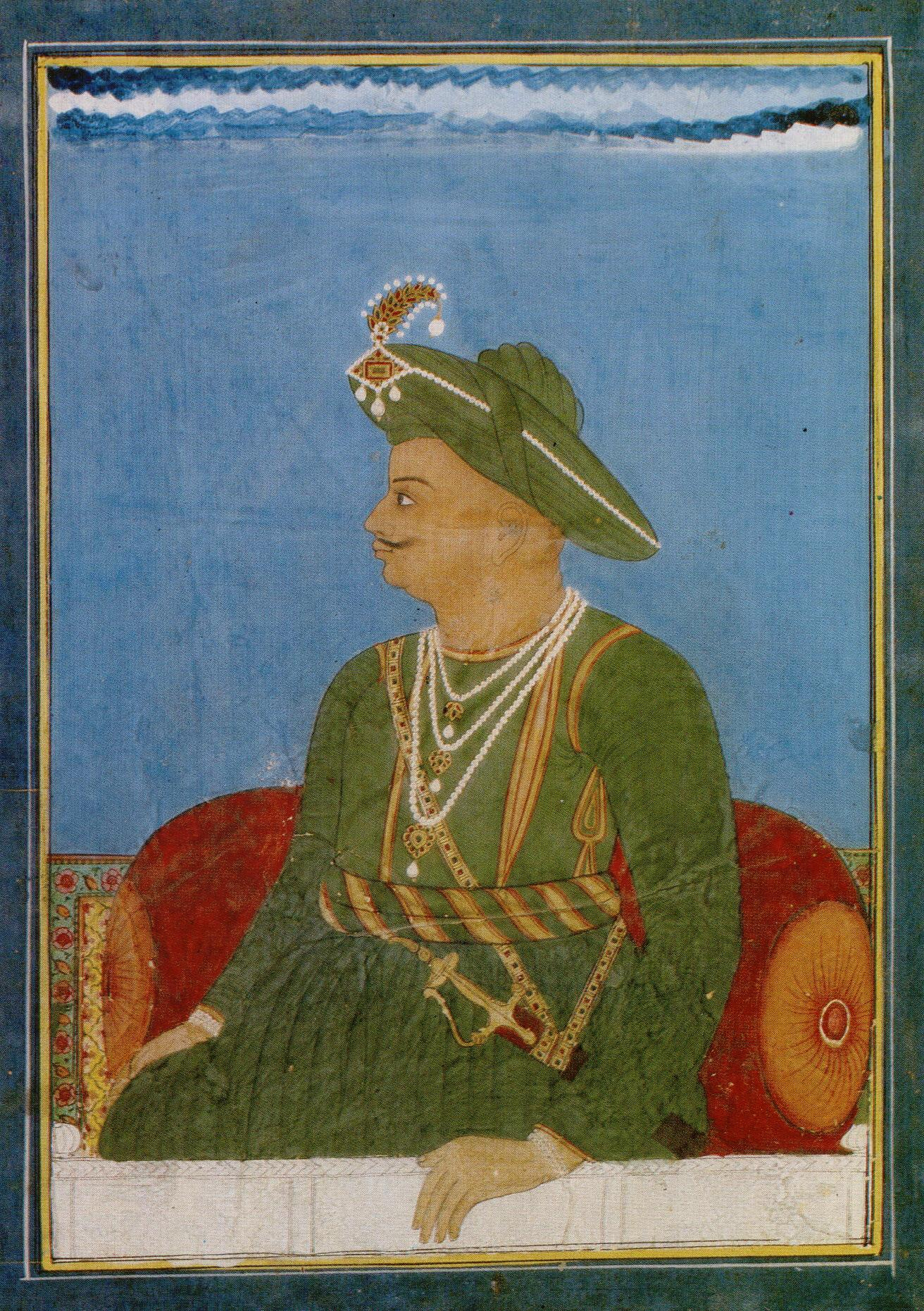
제3차 영국-마이소르 전쟁 중 그려진 티푸 술탄의 초상화

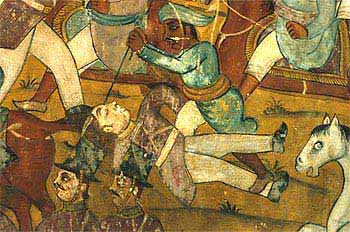
티푸 술탄의 여름 궁전인 스리랑가파트나에 있는 유명한 폴릴루르 전투의 벽화

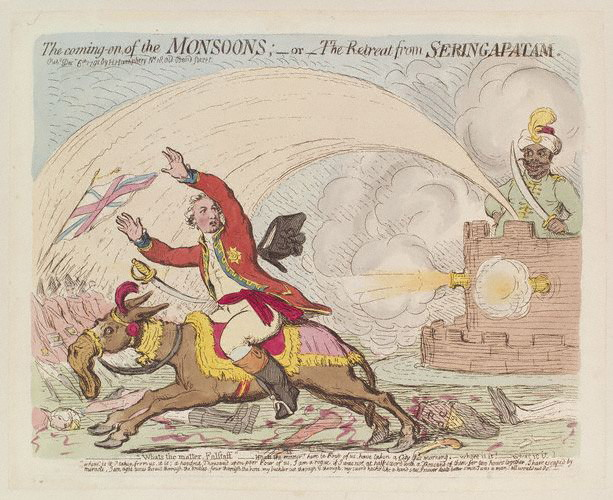
콘월리스 경이 스리랑가파트나 (1792년) 공방전에 실패한 후 급히 후퇴하는 모습.

하이데르 알리는 그의 전투 기술과 행정 능력으로 카르나타카주 역사에 중요한 위치를 차지했다. 하이데르의 부상은 아대륙의 중요한 정치적 발전 시기에 이루어졌다. 유럽 강대국들이 무역 회사에서 정치 세력으로 변모하는 동안, 니잠은 무굴 제국의 수바다르로서 데칸에서의 야망을 추구했고, 마라타족은 제3차 파니파트 전투에서의 패배 이후 남쪽에서 안전한 피난처를 찾았다. 이 시기에는 또한 카르나틱 전쟁에서 프랑스가 카르나틱 지역의 통제권을 놓고 영국과 다투었는데, 결국 영국 사령관 에어 쿠트 경이 1760년 완디와시 전투에서 랄리 백작 휘하의 프랑스군을 결정적으로 격파하면서 영국이 승리했고, 이는 남아시아에서 영국의 우위를 확고히 한 인도 역사상 분수령이 되었다. 이 시기 동안 워데야르 가문은 마이소르의 명목상 수장으로 남아 있었지만, 실제 권력은 하이데르 알리와 그의 아들 티푸의 손에 있었다.
1761년까지 마라타 세력은 약해졌고, 1763년까지 하이데르 알리는 켈라디 왕국을 점령하고 빌기, 베드누르, 구티의 통치자들을 격파했으며, 남쪽 말라바르 해안을 침공하여 1766년 칼리컷의 자모린 수도를 쉽게 정복하고 마이소르 왕국을 북쪽의 다르와드와 벨라리까지 확장했다. 마이소르는 이제 아대륙의 주요 정치 세력이 되었고, 하이데르가 상대적으로 무명에서 급부상하여 도전한 것은 인도 아대륙에 대한 영국의 완전한 헤게모니에 대한 마지막 남은 도전 중 하나였다. 이 도전은 영국이 극복하는 데 30년 이상이 걸릴 것이다.
하이데르의 부상을 저지하기 위해 영국은 마라타와 골콘다의 니잠과 동맹을 맺어 1767년 제1차 영국-마이소르 전쟁으로 절정에 달했다. 수적 우위에도 불구하고 하이데르 알리는 쳉감과 티루반나말라이 전투에서 패배했다. 영국은 하이데르 알리가 마드라스(현대 첸나이)에서 5마일 이내로 군대를 전략적으로 이동시켜 성공적으로 강화를 요청할 때까지 그의 평화 제의를 무시했다. 1764년부터 1772년까지 마라타군의 페슈와 마다브라오 1세와 하이데르 사이에 세 차례의 전쟁이 벌어졌고, 하이데르는 심하게 패배하여 전쟁 비용으로 36만 루피의 조공을 바치고 페슈와에게 매년 14만 루피의 연간 조공을 바쳐야 했다. 이 전쟁들에서 하이데르는 1769년 조약에 따라 영국의 지원을 기대했지만, 영국은 분쟁에서 벗어나 그를 배신했다. 영국의 배신과 하이데르의 후속 패배는 하이데르의 영국에 대한 깊은 불신을 강화했으며, 이는 그의 아들에게도 공유될 감정이었고 다음 삼십 년 동안 영국-마이소르 간의 경쟁에 영향을 미칠 것이었다. 1777년, 하이데르 알리는 마라타에게서 이전에 잃었던 쿠르그와 말라바르 지구의 일부 지역을 회복했다.
하이데르 알리의 군대는 마라타족을 향해 진군하여 같은 해 사운시 전투에서 그들과 싸워 승리했다.
1779년까지 하이데르 알리는 남쪽의 현대 타밀나두주와 케랄라주 일부를 점령하여 왕국의 면적을 약 205,000 km2 (79,151 mi2) (80,000 mi2)로 확장했다. 1780년, 그는 프랑스와 친교를 맺고 마라타와 니잠과 평화를 이루었다. 그러나 하이데르 알리는 마라타와 니잠에게 배신당했으며, 그들 또한 영국과 조약을 맺었다. 1779년 7월, 하이데르 알리는 대부분 기병으로 구성된 8만 명의 군대를 이끌고 불타는 마을들 사이로 가트 산맥의 고개를 넘어 북부 아르콧에 있는 영국 요새를 포위하기 시작하면서 제2차 영국-마이소르 전쟁이 시작되었다. 하이데르 알리는 영국군에 대해 초기 성공을 거두었는데, 특히 폴릴루르에서는 영국이 칠리안왈라까지 인도에서 겪었던 최악의 패배를 안겼고, 아르콧에서는 에어 쿠트 경이 도착하기 전까지 성공을 거두었으나, 이후 영국의 전세가 역전되기 시작했다. 1781년 6월 1일 쿠트는 결정적인 포르토노보 전투에서 하이데르 알리에게 첫 번째 큰 타격을 입혔다. 이 전투는 쿠트가 5대 1의 불리한 전황에서 승리하여 인도에서 영국의 가장 위대한 업적 중 하나로 여겨진다. 이어서 8월 27일 폴릴루르 (이전에 하이데르 알리가 영국군에 대승을 거두었던 곳)에서 또 다른 격렬한 전투가 벌어졌고, 영국이 또 한 번 승리를 거두었으며, 한 달 뒤 숄링거에서 마이소르 군대가 패퇴했다. 하이데르 알리는 영국과의 전투가 계속되는 와중에도 1782년 12월 7일 사망했다. 그의 아들 티푸 술탄이 그의 뒤를 이어 바이단누르와 망갈로르를 탈환하면서 영국과의 적대 행위를 계속했다.
1783년까지 영국과 마이소르 모두 명확한 전체 승리를 얻지 못했다. 프랑스는 유럽에서의 평화 협정 이후 마이소르에 대한 지원을 철회했다. 좌절하지 않은 티푸는 대중적으로 "마이소르의 호랑이"로 알려졌으며, 영국과의 전쟁을 계속했지만 현대 카르나타카 해안 지역의 일부를 잃었다. 마라타-마이소르 전쟁은 1785년에서 1787년 사이에 발생했으며, 마이소르 술탄국과 마라타 제국 간의 일련의 갈등으로 이루어졌다. 티푸 술탄이 바하두르 벤다 공방전에서 마라타를 상대로 승리한 후, 상호 이득과 손실을 가진 평화 협정이 두 왕국 사이에 체결되었다. 마찬가지로, 1784년 망갈로르 조약이 체결되어 영국과의 적대 행위는 일시적으로 불안하게 중단되었고, 서로의 영토는 전쟁 이전 상태로 회복되었다. 이 조약은 인도 역사상 중요한 문서인데, 이는 인도 세력이 영국에 조건을 내세운 마지막 사례였고, 영국은 겸손한 평화 요청자의 역할을 해야 했기 때문이다. 유럽에서 영국과 프랑스 간에 새로운 적대 행위가 시작되는 것은 티푸가 자신의 조약을 파기하고 영국을 공격하려는 야망을 더욱 키우는 충분한 이유가 되었을 것이다. 니잠, 마라타, 프랑스, 튀르키예 술탄을 유인하려는 그의 시도는 직접적인 군사적 원조를 가져오지 못했다.

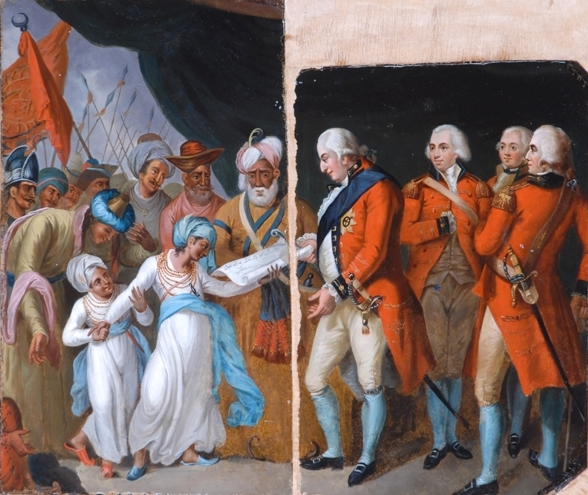
콘월리스 경이 티푸 술탄의 아들들을 인질로 받는 모습.

1790년 티푸의 트라방코르 왕국 (후에 영국의 동맹국)에 대한 성공적인 공격은 그의 패배로 끝났고, 이는 영국과의 적대 행위를 증대시켜 제3차 영국-마이소르 전쟁으로 절정에 달했다. 초기에 영국은 코임바토르구를 점령하는 등 이득을 얻었지만, 티푸의 반격으로 이러한 이득 중 상당수가 역전되었다. 1792년까지 북서쪽에서 공격해 온 마라타족과 북동쪽에서 진격해 온 니잠의 도움을 받아 콘월리스 경 휘하의 영국군은 스리랑가파트나를 성공적으로 포위하여 티푸의 패배와 스리랑가파트나 조약으로 이어졌다. 마이소르의 절반은 동맹국들에게 분배되었고, 그의 두 아들은 인질로 잡혔다. 굴욕을 당했지만 불굴의 티푸는 경제적, 군사적 힘을 재건했다. 그는 혁명 프랑스, 아프가니스탄의 아미르, 오스만 제국, 아라비아의 지원을 은밀히 얻으려 시도했다. 그러나 프랑스를 끌어들이려는 이러한 시도는 당시 나일 해전에서 프랑스와 싸우고 있었고 마라타와 니잠의 지원을 받고 있던 영국에 곧 알려졌다. 1799년, 티푸는 제4차 영국-마이소르 전쟁에서 스리랑가파트나를 방어하다 사망하여 왕국의 독립 시대가 끝을 알렸다. 현대 인도 역사가들은 티푸 술탄을 영국의 끈질긴 적, 유능한 행정가, 그리고 혁신가로 여긴다.

### 번왕국

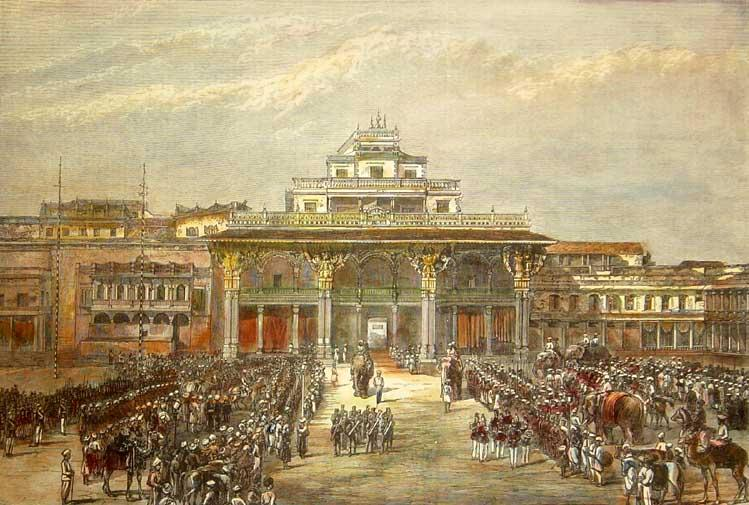
1881년 일러스트레이티드 런던 뉴스에 실린 "마이소르 마하라자 궁전, 인도"(현대적인 손 색칠 포함)

티푸가 몰락한 후, 마이소르 왕국의 일부가 합병되어 마드라스 관구와 니잠 사이에 분할되었다. 나머지 영토는 번왕국으로 변모했다. 5세의 와디야르 가문 후계자인 크리슈나라자 3세는 왕위에 올랐고, 이전에 티푸 밑에서 일했던 푸르나이아가 섭정으로서 통치를 담당하는 디완으로 계속 재직했으며, 배리 클로스는 마이소르의 영국 상주 공사로 임명되었다. 영국은 마이소르의 외교 정책을 통제하고, 마이소르에 상비 영국군을 유지하는 대가로 연간 조공과 보조금을 부과했다. 디완으로서 푸르나이아는 소년왕의 16세 생일 이후 1811년에 은퇴(그 직후 사망)할 때까지 진보적이고 혁신적인 행정으로 명성을 떨쳤다.

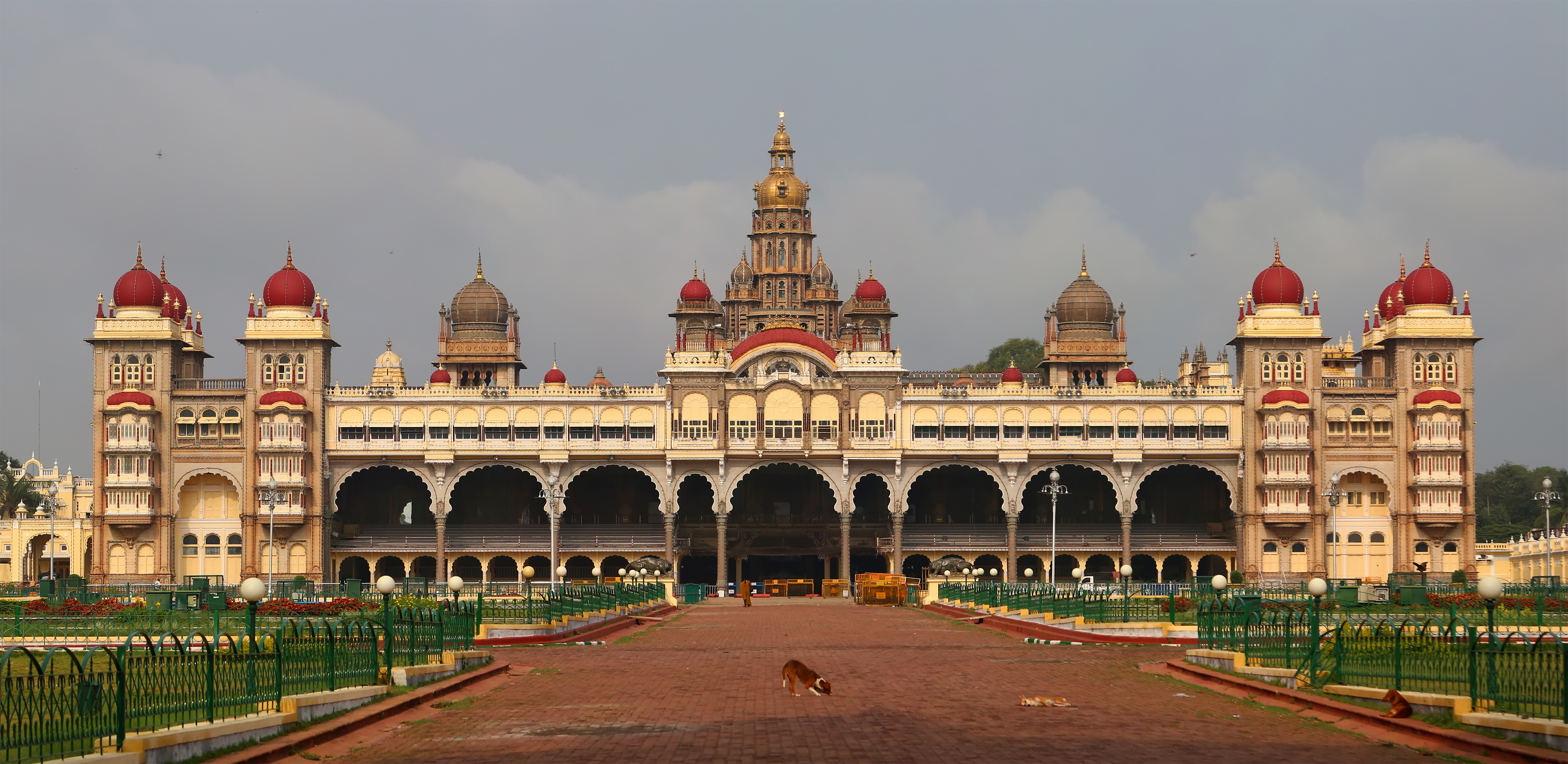
1897년에서 1912년 사이에 지어진 마이소르 궁전

그 후 몇 년 동안 마이소르와 영국 간의 관계는 원만했지만 1820년대에 들어서면서 상황이 악화되기 시작했다. 마드라스 관구장 토마스 먼로 경은 1825년 개인 조사를 통해 마이소르의 현 주재관 A. H. 콜이 제기한 재정 부패 의혹에 아무런 근거가 없다는 것을 확인했음에도 불구하고, 그 시대 말에 발생한 나가르 반란 (시민 봉기)이 상황을 크게 변화시켰다. 1831년, 봉기가 발생한 직후, 부실 행정을 이유로 영국은 번왕국을 직접 통제하여 위원회 통치 하에 두었다. 그 후 50년 동안 마이소르는 여러 영국인 위원들의 통치 아래 놓였다. 뛰어난 통치 능력으로 유명한 마크 커본 경은 1834년부터 1861년까지 재직하며 효율적이고 성공적인 행정 시스템을 구축하여 마이소르를 잘 발전된 국가로 만들었다.

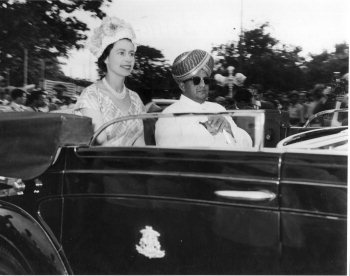
엘리자베스 2세와 자야차마라젠드라 와디야르

그러나 1876년~77년, 영국 직할 통치 기간이 끝나갈 무렵, 마이소르는 황폐한 기근에 시달렸는데, 사망자 수는 70만에서 110만에 달하여 인구의 거의 5분의 1에 육박했다. 얼마 지나지 않아 영국식 교육을 받은 차마라자 10세 마하라자는 1881년 와디야르 왕조가 환원을 지지하는 로비를 성공시킨 후 마이소르의 통치권을 인수했다. 이에 따라 마이소르 궁정에 영국인 상주 공무원이 임명되었고, 마하라자의 행정을 담당하는 디완이 임명되었다. 그 이후부터 1947년 인도 독립까지 마이소르는 인도 제국 내의 번왕국으로 남아 있었고, 와디야르 가문은 계속 통치했다.
마하라자 차마라자 10세의 사망 후, 11세의 소년이었던 크리슈나라자 4세는 1895년에 왕위에 올랐다. 그의 어머니 마하라니 켐파라자만니야바루는 크리슈나라자가 1902년 2월 8일에 통치권을 인수할 때까지 섭정으로 통치했다. 그의 통치 아래, M. 비스베스바라야 경이 그의 디완으로 재직하면서, 마하라자는 마이소르를 특히 산업, 교육, 농업 및 예술 분야에서 진보적이고 현대적인 국가로 변화시키기 시작했다. 마이소르가 이룩한 발전은 마하트마 간디가 마하라자를 "성스러운 왕"(라자르시)이라고 부를 정도였다. 영국의 철학자이자 동양학자인 폴 브런턴, 미국의 작가 존 건서, 그리고 영국의 정치인 새뮤얼 경은 통치자의 노력을 칭찬했다. 이 기간 동안 이루어진 교육 인프라의 많은 선구적인 작업은 다음 수십 년 동안 카르나타카에 귀중한 역할을 할 것이다. 마하라자는 뛰어난 음악가였으며, 그의 선대 왕들처럼 순수 예술의 발전을 열렬히 후원했다. 그의 뒤를 이어 그의 조카 자야차마라젠드라가 통치했으며, 그는 인도 연방 가입 문서에 서명하고 마이소르가 1947년 8월 9일 인도 연방에 합류한 후에도 몇 년간 통치를 계속했다. 자야차마라젠드라는 1956년 1956년 주 재편성법의 결과로 그의 직위가 마이소르주 주지사로 변경될 때까지 마이소르의 라자프라무크로 통치를 계속했다. 1963년부터 1966년까지 그는 마드라스주의 첫 주지사였다.

## 행정
비자야나가라 제국 시대(1399~1565년) 마이소르 영토의 행정에 관한 기록은 없다. 잘 조직되고 독립적인 행정의 징후는 라자 워데야르 1세 시대부터 나타나는데, 그는 재임 기간 동안 세금 인상으로부터 면제된 농민들(라얏)에게 동정적이었다고 여겨진다. 왕국이 이 지역에 정착했음을 보여주는 첫 번째 징후는 나라사라자 워데야르 통치 기간 동안 옛 비자야나가라 제국의 것과 유사한 금화(칸티라이 파남) 발행이었다.
치카 데바라자의 통치 기간 동안 여러 개혁이 단행되었다. 내부 행정은 왕국의 증가하는 필요에 맞게 재구성되어 더욱 효율적이 되었다. 우편 시스템이 생겨났다. 광범위한 재정 개혁도 도입되었다. 직접세 대신 여러 소액 세금이 부과되어 농민들은 토지세 명목으로 더 많은 돈을 지불해야 했다. 왕은 세금의 정기적 징수에 개인적인 관심을 기울였고, 그 결과 국고는 9천만 파고다 (화폐 단위)로 불어났으며, 그에게 "9 크로르 나라야나"(나바코티 나라야나)라는 별명을 안겨주었다. 1700년에 그는 아우랑제브의 궁정에 사절을 보내 주그 데오 라자라는 칭호를 수여받고 상아 왕좌에 앉을 수 있는 허가를 받았다. 이어서 그는 18개 부서로 구성된 중앙 사무국인 지구 사무소(아타라 카체리)를 설립했으며, 그의 행정은 무굴 양식을 따랐다.
하이데르 알리 통치 기간 동안 왕국은 크기가 다른 5개 주(아소피)로 나뉘었으며, 총 171개의 탈루크를 포함했다. 티푸 술탄이 실질적인 통치자가 되었을 때, 왕국은 총 160,000 km2 (61,776 mi2) (62,000 mi2)의 면적을 포괄했으며, 37개 주와 총 124개의 탈루크(아밀)로 나뉘었다. 각 주에는 주지사(아소프)와 부지사가 있었다. 각 탈루크에는 아밀다르라는 촌장이 있었고, 여러 마을은 파텔의 책임 하에 있었다. 중앙 행정은 6개 부서로 구성되어 있었고, 각 부서는 장관이 이끌었으며, 최대 4명의 자문 위원으로 구성된 자문 위원회의 도움을 받았다.
1831년 인도 번왕국이 영국 직할 통치에 들어가자, 초기 위원인 러싱턴, 브릭스, 모리슨에 이어 1834년 마크 커번이 책임을 맡았다. 그는 벵갈루루를 수도로 만들고 번왕국을 4개 지역으로 나누어 각각 영국인 감독관의 통제를 받게 했다. 주는 다시 120개의 탈루크로 나뉘었고, 85개의 탈루크 법원이 있었으며, 모든 하위 행정은 칸나다어로 이루어졌다. 위원회 사무소는 재정, 우편, 경찰, 기병, 공공사업, 의료, 축산, 사법, 교육 등 8개 부서로 구성되었다. 사법부는 위원회 법원이 정점에 있고, 그 아래에 후주르 아달라트, 4개의 감독 법원, 최하위에는 8개의 사다르 문시프 법원이 있는 계층 구조였다. 르윈 보링은 1862년에 수석 위원이 되어 1870년까지 그 직위를 유지했다. 그의 재임 기간 동안 재산 "등록법", "인도 형법", "형사소송법"이 발효되었고, 사법부는 행정부로부터 분리되었다. 주는 8개의 구로 나뉘었다. – 벵갈루루구, 치트랄두르그구, 하산구, 카두르구, 콜라르구, 마이소르구, 시모가구, 그리고 투마쿠루구.
환원 후, C. V. 룽가차를루가 디완으로 임명되었다. 그의 지휘 아래, 영국령 인도의 첫 대의원 회의가 1881년에 144명의 의원으로 구성되었다. 그 뒤를 이어 1883년 K. 세샤드리 아이어가 재직하는 동안 콜라르 금광에서 금 채굴이 시작되었고, 1899년 시바나사무드라 수력 발전 프로젝트가 시작되었으며 (인도에서 최초의 대규모 시도), 벵갈루루에 전기와 식수(후자는 파이프를 통해)가 공급되었다. 세샤드리 아이어의 뒤를 이어 P. N. 크리슈나무르티가 기록 유지를 위한 사무국 매뉴얼과 1905년 협동조합부를 창설했으며, V. P. 마다바 라오는 산림 보존에 중점을 두었고, T. 아난다 라오는 칸남바디 댐 프로젝트를 마무리했다.
"현대 마이소르의 건설자"로 널리 알려진 모크샤군담 비스베스바라야 경은 카르나타카 역사에서 중요한 위치를 차지한다. 공학을 전공한 그는 1909년에 디완이 되었다. 그의 재임 기간 동안 마이소르 의회의 의석 수가 18석에서 24석으로 늘어났고, 주 예산을 논의할 권한이 주어졌다. 마이소르 경제 회의는 산업 및 상업, 교육, 농업의 세 위원회로 확대되었으며, 영어와 칸나다어로 출판물을 발행했다. 그의 재임 기간 동안 위촉된 중요한 프로젝트로는 칸남바디 댐 건설, 바드라바티에 마이소르 철강 공장 설립, 1916년 마이소르 대학교 설립, 벵갈루루의 비스베스바라야 공과대학, 마이소르 주 철도청 및 마이소르의 수많은 산업 설립이 포함된다. 1955년, 그는 인도 최고 시민 훈장인 바라트 라트나를 수상했다.
미르자 이스마일 경은 1926년 디완으로 취임하여 전임자가 세운 기반 위에 건설을 계속했다. 그의 공헌 중에는 바드라바티 철강 공장 확장, 바드라바티에 시멘트 및 제지 공장 설립, 그리고 힌두스탄 항공의 출범이 포함되었다. 정원에 대한 애착이 있었던 그는 브린다반 정원 (크리슈나라자 사가르)을 만들고 카베리 강 고수위 운하를 건설하여 현대 만디아 구역의 120,000 에이커 (490 km2)에 관개했다.
1939년, 만디아구는 마이소르구에서 분리되어 주 내의 구 수가 9개로 늘어났다.

## 경제
대다수의 사람들은 마을에 살았고 농업이 주된 직업이었다. 왕국의 경제는 농업에 기반을 두었다. 곡물, 콩류, 채소, 꽃 등이 재배되었다. 상업 작물로는 사탕수수와 목화가 포함되었다. 농업 인구는 지주(보칼리가, 자민다르, 헤가데)로 구성되었는데, 그들은 주로 곡물로 지불하는 여러 명의 무토지 노동자들을 고용하여 땅을 경작했다. 소규모 경작자들도 필요할 경우 노동자로 자신을 고용할 의향이 있었다. 이러한 무토지 노동자들의 가용성 덕분에 왕과 지주들은 궁전, 사원, 모스크, 아나컷(댐), 저수지 등 주요 프로젝트를 수행할 수 있었다. 토지가 풍부하고 인구가 상대적으로 희박했기 때문에 토지 소유에 대한 임대료는 부과되지 않았다. 대신, 지주들은 경작에 대한 세금을 지불했는데, 이는 수확량의 절반에 달했다.

### 하이데르 알리와 티푸 술탄 치하
티푸 술탄은 왕국 내 여러 지역에 국영 무역소를 설립한 것으로 평가받는다. 또한 그는 카라치, 지다, 무스카트와 같은 해외 지역에도 무역소를 설립하여 마이소르 제품을 판매했다. 티푸 통치 기간 동안 목공과 금속 가공에 프랑스 기술이 처음 사용되었고, 설탕 생산에 중국 기술이, 벵골의 기술은 양잠업을 개선하는 데 도움이 되었다. 카나카푸라와 타라마델페스에 각각 대포와 화약 생산을 위한 국영 공장이 설립되었다. 국가는 설탕, 소금, 철, 후추, 카다멈, 빈랑나무 열매, 담배, 백단향과 같은 필수품 생산뿐만 아니라 백단향에서 향기 나는 기름을 추출하고 은, 금, 귀석을 채굴하는 독점권을 가졌다. 백단향은 중국과 페르시아만 국가로 수출되었고, 양잠업은 왕국 내 21개 센터에서 개발되었다.
마이소르 실크 산업은 티푸 술탄 통치 기간에 시작되었다. 나중에 이 산업은 세계적인 불황과 수입 실크 및 레이온과의 경쟁으로 타격을 입었다. 그러나 20세기 후반에 부활하여 마이소르주는 인도 최고의 다회성누에 실크 생산지가 되었다.

### 영국 치하

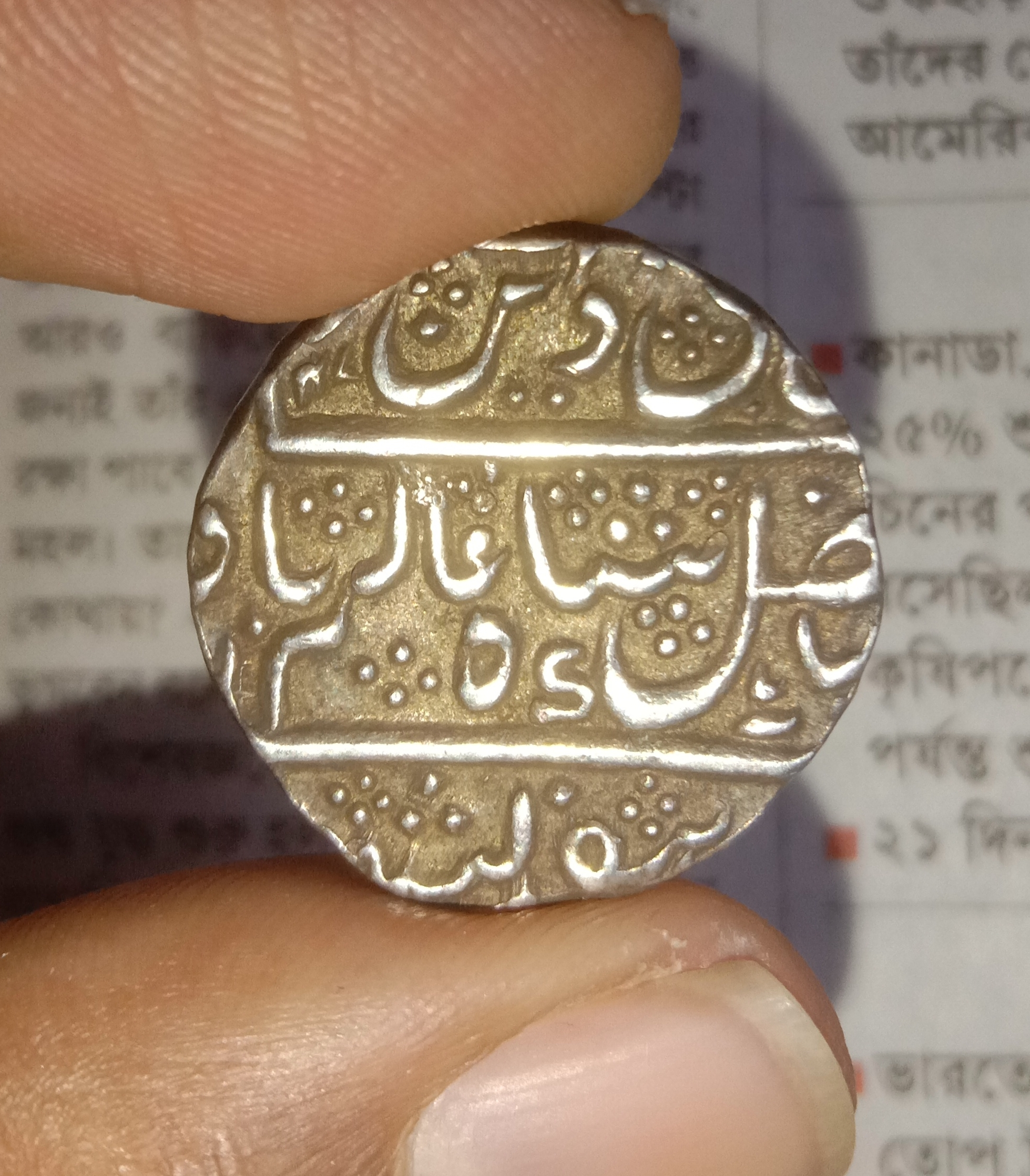
1805년, 마이소르주 크리슈나라자 워데야르 3세의 은 루피화. 무굴 제국 황제 샤 알람 2세의 이름으로 자르브 마히수르 조폐국에서 주조됨.

이러한 시스템은 영국과의 보조 동맹 하에서 변화했는데, 세금 납부가 현금으로 이루어졌고 군대, 경찰 및 기타 민간 및 공공 시설 유지에 사용되었다. 세금의 일부는 "인도 조공"으로 영국으로 이전되었다. 전통적인 수입 시스템 상실과 직면한 문제에 불만을 품은 농민들은 남인도 여러 지역에서 반란을 일으켰다. 1800년 이후 콘월리스 토지 개혁이 발효되었다. 리드, 먼로, 그레이엄, 새커레이는 대중의 경제 상황을 개선한 행정가들이었다. 그러나 대부분의 인도가 영국의 지배하에 있던 동안 국내 방직 산업은 가장 고급 직물 생산자와 농촌 대중에게 인기 있는 거친 직물을 제외하고는 어려움을 겪었다. 이는 맨체스터, 리버풀, 스코틀랜드의 방직 공장이 전통적인 수직 산업, 특히 방적 및 직조에서 훨씬 우월했기 때문이었다.
영국의 경제 혁명과 영국의 관세 정책은 영국령 인도와 마이소르 전역의 다른 부문에서도 대규모 탈산업화를 야기했다. 예를 들어, 거니 가방 직조 사업은 고니가족의 독점이었지만, 영국이 이 지역을 통치하기 시작하면서 그들은 이 독점권을 잃었다. 질산칼륨(화약에 사용되는 질산염)의 화학적 대체품 수입은 화약 제조의 전통적인 장인이었던 우파르 공동체에 영향을 미쳤다. 등유 수입은 기름을 공급하던 가니가 공동체에 영향을 미쳤다. 외국 에나멜 및 도자기 산업은 토착 도자기 사업에 영향을 미쳤고, 공장 생산 담요가 캄블리라고 불리는 시골에서 만든 담요를 대체했다. 이러한 경제적 여파는 학생들의 교육과 숙소를 돕기 위한 청소년 호스텔을 포함하여 새로운 경제 상황에 더 잘 대처하기 위해 공동체 기반의 사회 복지 단체가 형성되도록 이끌었다. 그러나 영국 경제 정책은 대리인, 중개인, 변호사, 교사, 공무원, 의사 등 다양한 블루칼라 및 화이트칼라 직업군으로 구성된 새로 설립된 중산층의 계층 구조를 만들었다. 더 유연한 카스트 계층 구조 때문에 중산층은 다른 카스트 출신의 이질적인 사람들의 혼합을 포함했다.

## 문화

### 종교

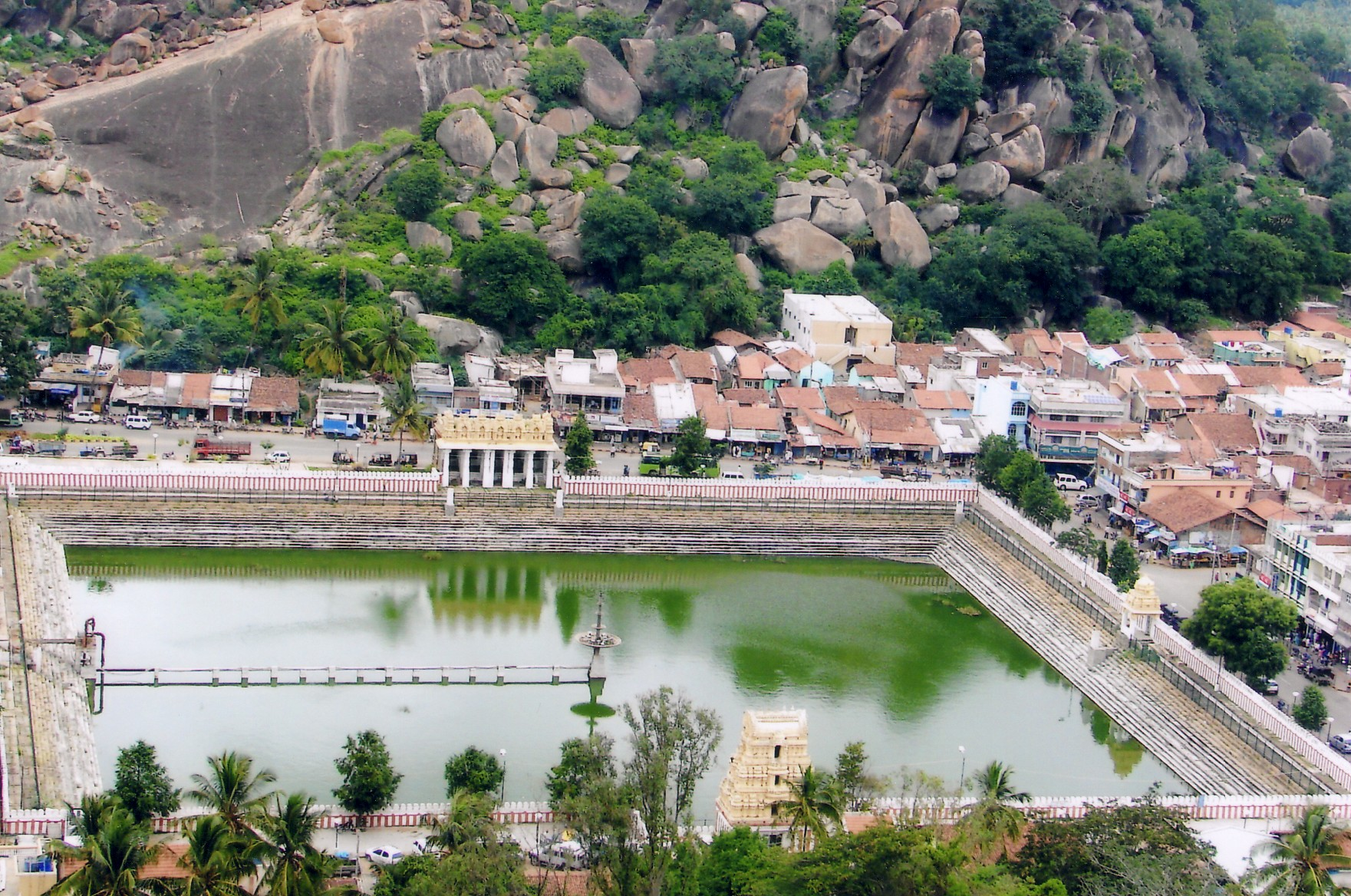
중요한 자이나교 사원 도시인 슈라바나벨라골라에 치카 데바라자 워데야르 왕이 건설한 사원 연못

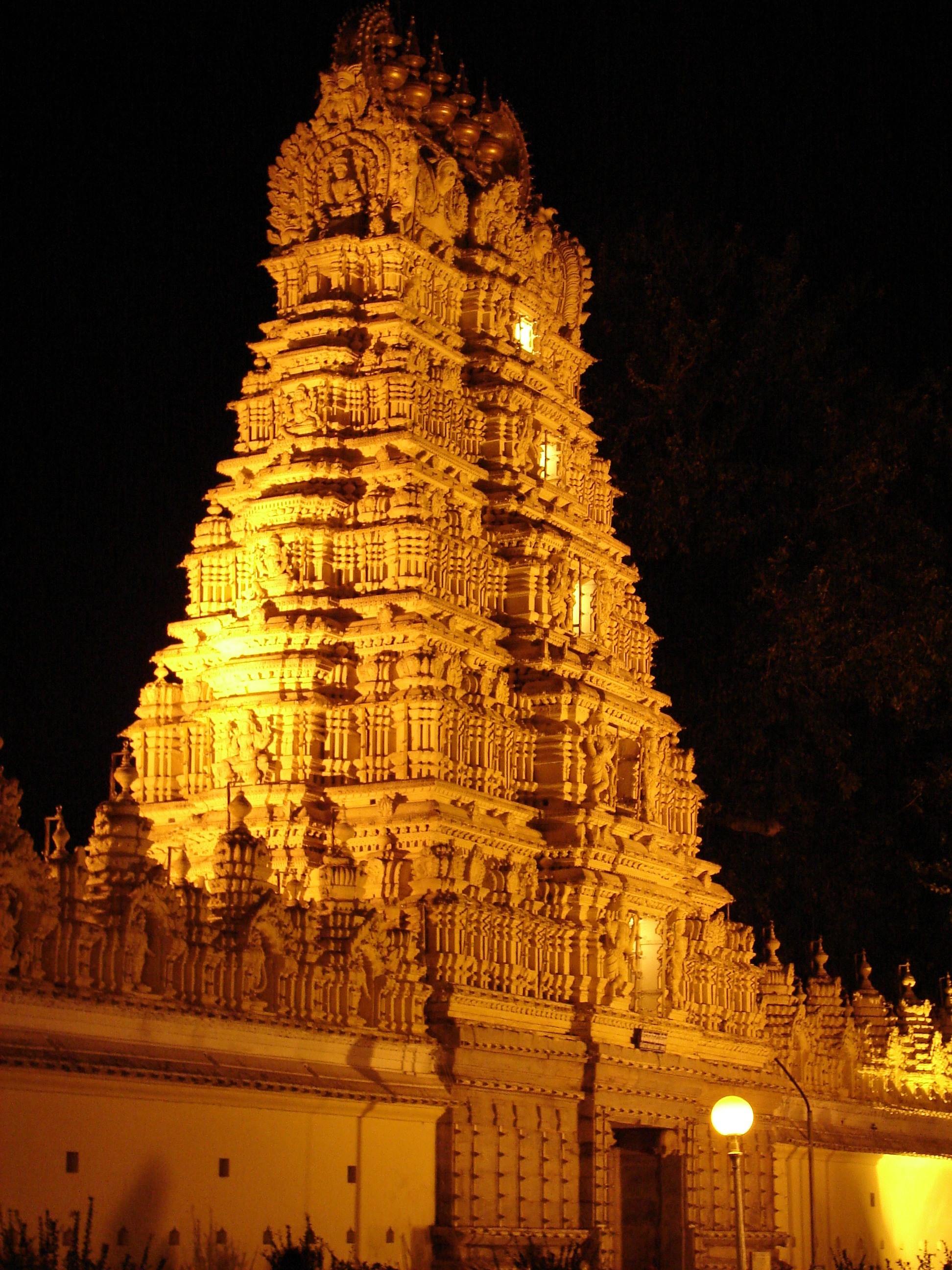
마이소르 궁전 부지에 있는 스웨타 바라하스와미 사원(1673–1704)

와디야르 왕조의 초기 왕들은 힌두교 신인 시바를 숭배했다. 17세기부터 시작된 후기 왕들은 힌두교 신 비슈누를 숭배하는 비슈누파를 택했다. 음악학자 미라 라자람 프라네시에 따르면, 라자 워데야르 1세 왕은 비슈누 신의 헌신자였고, 도다 데바라자 왕은 브라만들을 후원하여 "브라만들의 수호자"(데바 브라흐마나 파리팔라카)라는 칭호를 받았으며, 마하라자 크리슈나라자 3세는 여신 차문데슈와리(힌두 여신 두르가의 한 형태)에게 헌신했다. 윌크스(1800년 "마이소르 역사")는 과도한 세금과 관련된 장감(비라샤이바 성자-시바의 신자)의 봉기를 치카 데바라자가 단호하게 진압했다고 기록했다. 역사가 D.R. 나가라즈는 이 과정에서 400명의 장감들이 살해되었다고 주장하지만, 비라샤이바 문학 자체는 이 문제에 대해 침묵하고 있다고 밝혔다. 역사가 수리나트 카마스는 치카 데바라자 왕이 스리바이슈나바(비슈누파의 한 종파인 스리 비슈누파의 추종자)였지만, 반-비라샤이바는 아니었다고 주장한다. 역사가 아이양가는 나라사라자 1세와 치카 데바라자를 포함한 일부 왕들이 비슈누파였음에 동의하지만, 모든 와디야르 통치자들이 그랬을지는 의문을 제기한다. 현대 마이소르 시가 남인도 문화의 중심지로 부상한 것은 그들의 주권 시대로 거슬러 올라간다. 라자 워데야르 1세는 마이소르에서 다사라 축제를 시작했는데, 이는 옛 비자야나가라 왕가의 자랑스러운 전통이었다.
자이나교는 중세 후기에 쇠퇴했지만, 마이소르 왕들의 후원을 받았는데, 그들은 슈라바나벨라골라 마을의 자이나교 수도원에 아낌없는 기부를 했다. 기록에 따르면 일부 워데야르 왕들은 슈라바나벨라골라에서 중요한 자이나교 종교 행사였던 마하마스타카비세카 의식을 주재했을 뿐만 아니라, 1659년, 1677년, 1800년, 1825년, 1910년, 1925년, 1940년, 1953년에 개인적으로 기도를 드렸다(푸자).
남인도와 이슬람교의 접촉은 7세기부터 시작되었는데, 당시 힌두 왕국과 칼리파국 간의 무역이 번성했다. 이슬람 상인들은 그 지역의 힌두 영주들의 허가와 축복을 받아 말라바르 해안에 정착하여 현지 힌두 여성들과 결혼했으며, 그들의 후손은 마필라 무슬림으로 알려졌다. 14세기까지 무슬림은 남인도에서 상당한 소수 민족이 되었지만, 포르투갈 선교사들의 등장은 그들의 성장을 저지했다. 하이데르 알리는 독실한 무슬림이었지만, 자신의 신앙이 주로 힌두교 왕들이 통치하는 힌두 왕국의 행정에 방해되는 것을 허용하지 않았다. 그러나 역사가들은 하이데르 알리의 아들 티푸 술탄의 의도에 대해 의견이 나뉜다. 티푸가 마이소르 행정에서 힌두교도를 중요한 직책으로 승진시켰고, 힌두 사원과 브라만에게 관대한 보조금을 지급했으며, 일반적으로 다른 신앙을 존중했으며, 티푸가 수행한 종교적 개종은 그의 권위에 반항한 사람들에 대한 처벌이었다는 주장이 있다. 그러나 이는 다른 역사가들에 의해 반박되었는데, 그들은 티푸 술탄이 마이소르의 비무슬림들을 말라바르 해안, 라이추르 및 코다구 지역의 비무슬림들보다 훨씬 더 잘 대우했다고 주장한다. 그들은 티푸가 이 지역에서 기독교인과 힌두교도를 강제로 대량 개종시킨 책임이 있다고 지적한다.

### 사회

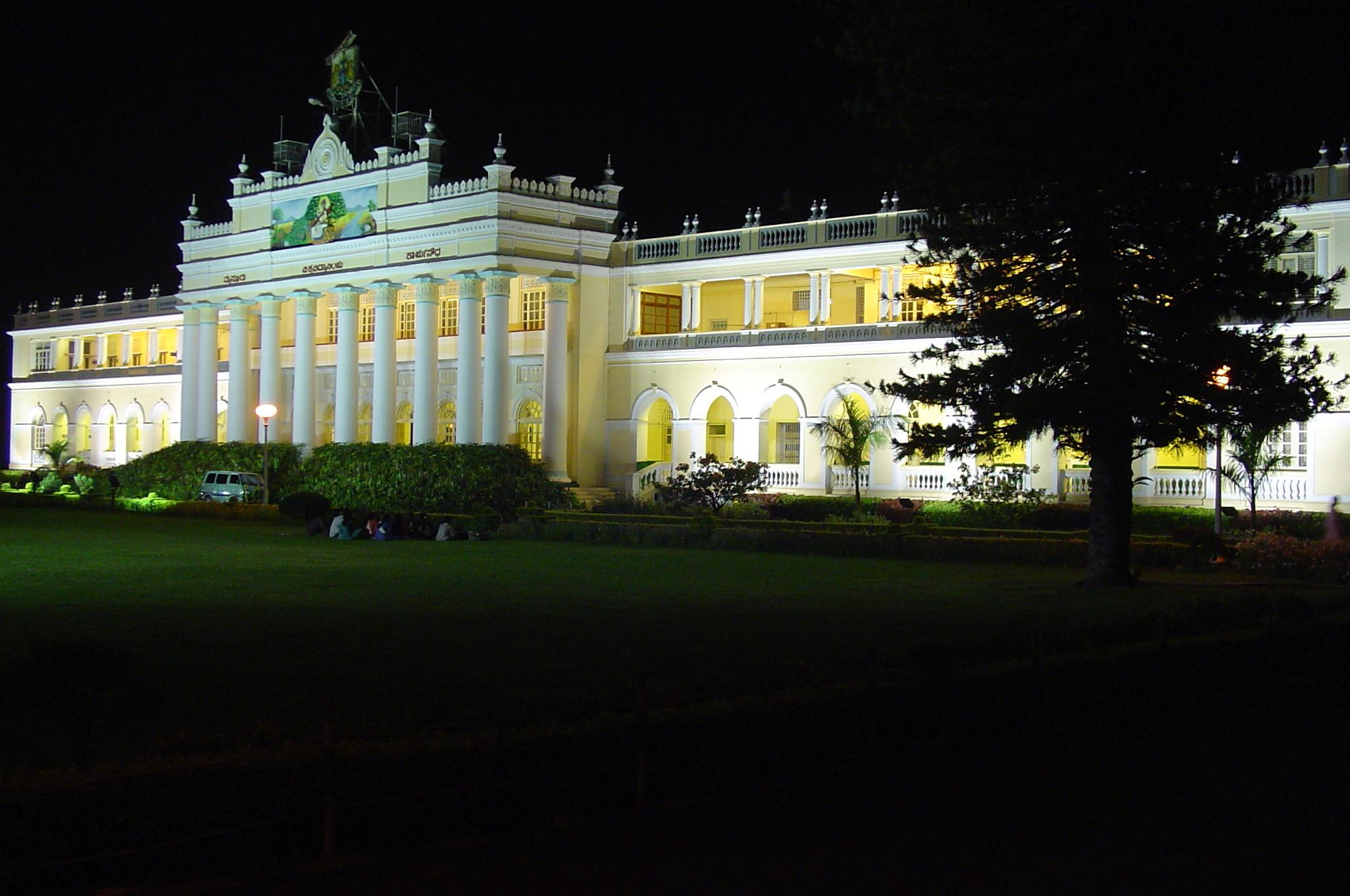
마이소르 대학교 캠퍼스의 크로포드 홀에는 대학 사무실이 있다.

18세기 이전에는 왕국의 사회가 사람들 사이의 오래되고 깊이 확립된 사회적 상호작용 규범을 따랐다. 동시대 여행자들의 기록은 힌두 카스트 제도와 9일간의 축제(마하누아미) 동안의 동물 희생이 널리 행해졌음을 보여준다. 나중에 토착 세력과 외세 간의 투쟁으로 근본적인 변화가 일어났다. 힌두 왕국과 술탄국 간의 전쟁은 계속되었지만, 토착 통치자(무슬림 포함)와 새로 도착한 영국인 간의 전투가 중심이 되었다. 영어 교육의 확산, 인쇄술의 도입, 기독교 선교사들의 현 사회 제도 비판은 사회를 더 개방적이고 유연하게 만드는 데 기여했다. 인도 전역의 현대 민족주의의 부상도 마이소르에 영향을 미쳤다.
영국 세력이 도래하면서 지역 언어의 전통 교육 외에 영어 교육이 중요해졌다. 이러한 변화는 마드라스 관구의 총독인 엘핀스톤 경에 의해 주도되었다. 그의 계획은 1841년 중앙 대학 기관 또는 대학 위원회의 헌법이 되었다. 이에 따라 대학의 고등학교 부서가 설립되었다. 내륙 지역에 교육을 제공하기 위해 주요 마을에 학교가 세워졌고, 이 학교들은 결국 대학 수준으로 격상되었으며, 각 대학은 많은 지역 학교(질라 학교)의 중심이 되었다. 최초의 영어 교육 학교는 1833년 마이소르에서 나타나 지역 전체로 퍼졌다. 1858년, 마이소르에 교육부가 설립되었고, 1881년까지 마이소르 주에는 약 2,087개의 영어 교육 학교가 있었다. 벵갈루루에 벵갈루루 중앙 대학 (1870년), 마이소르에 마하라자 칼리지 (1879년), 마하라니 락슈미 암마니 여자 대학 (1901년), 마이소르 대학교 (1916년), 그리고 망갈로르에 성 아그네스 칼리지 (1921년)가 설립되면서 고등 교육이 가능해졌다.
사티와 불가촉천민에 기반한 사회적 차별과 같은 관행을 제거하고 하층민의 해방을 요구하는 사회 개혁 운동이 인도 전역을 휩쓸며 마이소르 영토에도 영향을 미쳤다. 1894년, 왕국은 8세 미만 소녀의 결혼을 금지하는 법률을 통과시켰다. 과부와 가난한 여성의 결혼이 장려되었고, 1923년에는 일부 여성에게 선거권을 행사할 권한이 부여되었다. 그러나 마이소르 영토에서는 영국 권위에 대한 봉기가 있었는데, 특히 1835년 코다구 봉기(영국이 지역 통치자 치카비라라자를 폐위시킨 후)와 1837년 카나라 봉기가 주목할 만하다. 기독교 선교사, 특히 헤르만 뫼글링이 이끌었던 인쇄 시대는 왕국 전역에 인쇄소 설립으로 이어졌다. 고대 및 현대 칸나다어 서적(팜파 바라타 및 자이미니 바라타 등), 칸나다어 성경, 이중 언어 사전, 칸나다어 신문인 칸나다 사마차라의 출판이 19세기 초에 시작되었다. 알루루 벤카타 라오는 그의 책 카르나타카 가타 바이바바에서 칸나다인의 업적을 찬양하는 통합된 칸나다 역사를 출판했다.
고전 영어와 산스크리트 연극, 그리고 토착 약샤가나 뮤지컬은 칸나다 무대에 영향을 미쳤고 구비 비란나와 같은 유명한 극작가들을 배출했다. 대중들은 궁전 부지에 설치된 공공 스피커 시스템을 통해 카르나틱 음악을 즐기기 시작했다. 벵골 르네상스의 영향을 받은 마이소르 회화는 순다라야, 알라 싱가라야, B. 벤카타파와 같은 예술가들에 의해 제작되었다.

### 문학

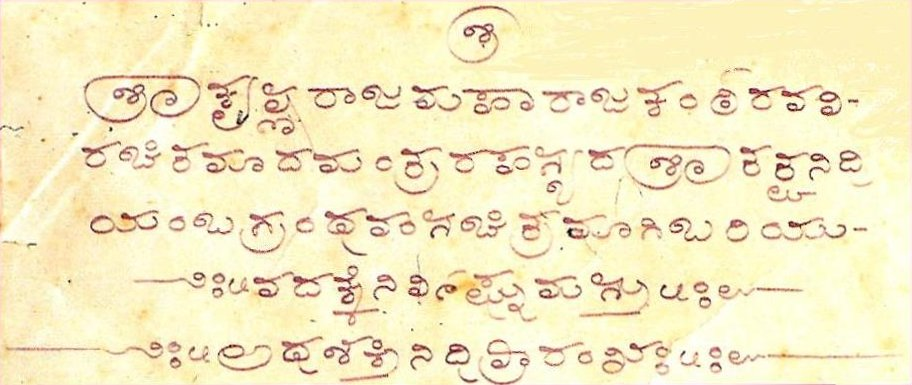
카르나틱 음악 논문 스리타트바니디의 첫 페이지. 크리슈나라자 워데야르 3세를 저자로 선언하고 있다.

마이소르 왕국의 시대는 칸나다 문학 발전의 황금기로 여겨진다. 마이소르 궁정은 유명한 브라만과 비라샤이바 작가와 작곡가로 장식되었을 뿐만 아니라, 왕 자신들도 뛰어난 예술가였으며 중요한 공헌을 했다. 철학과 종교의 전통 문학은 여전히 인기가 있었지만, 연대기, 전기, 역사, 백과사전, 소설, 드라마, 음악 논문과 같은 새로운 장르의 글쓰기가 인기를 얻었다. 극적인 표현을 가진 토착 민속 문학 형식인 약샤가나가 인기를 얻었다. 후기 시대의 주목할 만한 발전은 영어 문학과 고전 산스크리트 문학이 칸나다어에 미친 영향이었다.
스리랑가파트나 출신인 고빈다 바이디아는 그의 후원자인 나라사라자 1세 왕을 찬양하는 칸티라바 나라사라자 비자야를 썼다. 상가트야 미터(악기 반주에 맞춰 연주하기 위한 작곡 형식)로 쓰여진 이 책은 26개 장으로 왕의 궁정, 대중 음악, 그 시대의 음악 작곡 유형을 묘사한다. 치카 데바라자 왕은 왕조의 첫 번째 작곡가였다. 그에게는 기타 고팔라라고 불리는 유명한 음악 논문이 귀속된다. 자야데바의 산스크리트어 작품 기타 고빈다에서 영감을 받았지만, 사프타파디 미터로 쓰여진 자체적인 독창성을 가지고 있었다. 전체 칸나다어권 지역에 흔적을 남긴 동시대 시인으로는 브라만 시인 락슈미사와 유랑민 비라샤이바 시인 사르바즈나가 있다. 여성 시인들도 문학 발전에 기여했으며, 첼루밤베(크리슈나라자 워데야르 1세의 왕비), 헬라바나카테 기리야마, 스리 랑감마(1685), 산치 혼남마(하디바데야 다르마, 17세기 후반)가 주목할 만한 작품을 썼다.
다국어 사용자인 나라사라자 2세 왕은 다양한 언어로 14편의 약샤가나를 저술했지만, 모두 칸나다어로 쓰여졌다. 마하라자 크리슈나라자 3세는 칸나다어의 다작 작가였으며, 이로 인해 아비나바 보야(중세 왕 보자와 비교)라는 명예를 얻었다. 그에게는 40개 이상의 작품이 귀속되는데, 그 중 음악 논문 스리타트바니디와 두 가지 버전으로 쓰여진 시적 로맨스인 사우간디카 파리나야(상가트야와 드라마)가 가장 잘 알려져 있다. 마하라자의 후원 아래 칸나다 문학은 현대화를 향한 느리고 점진적인 변화를 시작했다. 켐푸 나라야나의 무드라만주샤("인장 상자", 1823)는 현대 산문의 특징을 지닌 가장 초기 작품이다. 그러나 전환점은 역사적으로 중요한 아드부타 라마야나 (1895년)와 라마스와메담 (1898년)으로, 칸나다 학자 나라심하 무르티가 현대 칸나다 문학의 "야누스와 같은 인물"이라고 평가하는 무단나에 의해 쓰여졌다. 무단나는 고대 서사시를 완전히 현대적인 관점에서 능숙하게 다루었다.
마이소르 출신으로 크리슈나라자 3세 마하라자와 차마라자 10세 마하라자의 궁정에서 저명한 인물이었던 바사바파 샤스트리는 "칸나다 연극의 할아버지"(칸나다 나타카 피타마하)로 알려져 있다. 그는 칸나다어로 희곡을 쓰고 윌리엄 셰익스피어의 "오셀로"를 슈라세나 차리테로 번역했다. 그의 산스크리트어에서 칸나다어로의 유명한 번역 작품은 많으며, 칼리다사와 샤쿤탈라가 포함된다.

### 음악
마하라자 크리슈나라자 3세와 그의 후계자들, 즉 차마라자 10세, 크리슈나라자 4세, 그리고 마지막 통치자인 자야차마라자 아래에서 마이소르 궁정은 가장 크고 유명한 음악 후원자가 되었다. 탄조르와 트라방코르 궁정도 큰 후원을 제공하고 예술 보존을 강조했지만, 개별 음악가에 대한 왕실 후원, 대중의 관심을 불러일으키기 위한 음악 학교 설립, 그리고 유럽 음악 출판사 및 제작자에 대한 후원의 독특한 조합이 마이소르를 차별화했다. 마하라자 크리슈나라자 3세 자신도 뛰어난 음악가이자 음악학자였으며, 아누바바 판차라트나라는 제목으로 칸나다어로 여러 자발리(가벼운 가사)와 신앙심 깊은 노래를 작곡했다. 그의 작품에는 와디야르 가문의 수호신을 기리는 인상(무드라) "차문디" 또는 "차문데슈와리"가 새겨져 있다.
크리슈나라자 4세 치하에서 예술은 더욱 후원을 받았다. 라가와 바바를 중시하는 독특한 음악 학파가 발전했다. 궁전에 설립된 왕립 음악 학교는 예술 교육을 제도화하는 데 기여했다. 카르나틱 작곡은 인쇄되었고 유럽식 음표는 왕실 음악가들에 의해 사용되기 시작했다. 서양 음악도 장려되었다. 마가렛 커즌스의 궁정 오케스트라와의 피아노 협연은 벵갈루루에서 베토벤 탄생 100주년 기념 행사를 장식했다. 카르나틱 크리티(음악 작곡)의 저명한 작곡가이기도 한 자야차마라자 마하라자는 러시아 작곡가 니콜라이 메트너 등의 음반 녹음을 후원했다. 궁정은 카르나틱 음악이 시대에 발맞춰 나아갈 수 있도록 했다. 궁정 밴드의 축음기 녹음이 이루어져 상업적으로 판매되었다. "콘서트 기술"에도 신경을 썼다. 비전통적인 혼 바이올린, 테레민, 칼리아폰 등 다양한 악기를 구입하는 데 엄청난 금액이 지출되었다.
마이소르 궁정은 그 당시 몇몇 유명한 전문가(위드완)들의 고향이었다. 차마라자 10세 마하라자 통치 기간의 궁정 음악가였던 비나 세샨나는 비나의 가장 위대한 거장 중 한 명으로 평가받는다. 그의 고전 음악 업적은 마이소르에게 기악 카르나틱 음악 분야에서 최고의 위치를 안겨주었으며, 크리슈나라자 워데야르 4세 마하라자로부터 바이니카 시카마니라는 칭호를 받았다. 마이소르 바수데바차르야는 마이소르 출신의 산스크리트어 및 텔루구어 작곡가이자 음악가였다. 그는 마이소르 왕들의 네 세대에 걸쳐 후원을 받았으며, 그 중 세 명의 궁정 음악가였다는 독특한 명예를 지니고 있다. H.L. 무티아 바가바타르는 마이소르 궁정을 빛낸 또 다른 음악가-작곡가였다. 티아가라자 시대 이후 가장 중요한 작곡가 중 한 명으로 여겨지는 그는 "하리케샤"라는 필명으로 산스크리트어, 칸나다어, 텔루구어, 타밀어로 약 400곡을 작곡했다. 바이올린 연주자 중에서는 T. 차우디아가 당시 가장 뛰어난 거장 중 한 명으로 부상했다. 그는 7현 바이올린을 완벽하게 다루는 것으로 알려져 있다. 차우디아는 1939년 크리슈나라자 워데야르 4세 마하라자에 의해 궁정 음악가로 임명되었고, "산게타 라트나"와 "산게타 칼라니디"와 같은 칭호를 받았다. 그는 "트리마쿠타"라는 필명으로 칸나다어, 텔루구어, 산스크리트어 작곡을 남겼다.

## 건축
영국 통치 기간 동안 왕국의 궁정 및 왕실 건축 양식은 유럽의 전통과 토착 요소가 혼합되어 큰 변화를 겪었다. 왕국 내 힌두 사원은 전형적인 남인도 드라비다 양식으로 지어졌는데, 이는 비자야나가라 건축 양식의 소박한 버전이었다. 집권 당시 티푸 술탄은 자신의 수도인 스리랑가파트나에 랄 마할 궁전 (1799년 스리랑가파트나 포위 공격 이후 파괴됨), 여름 궁전, 그리고 유명한 마스지드 이 아알라라는 두 곳을 건설했다. 그러나 "궁전의 도시"라는 별명을 얻은 마이소르 시는 왕궁으로 가장 잘 알려져 있다. 이 도시의 주요 궁전인 마이소르 궁전은 암바 빌라스 궁전으로도 알려져 있다. 원래 건물은 화재로 파괴되었고, 섭정 여왕의 지시로 영국 건축가 헨리 어윈이 1897년에 새로운 궁전을 설계했다. 전체적인 디자인은 힌두, 이슬람, 인도-사라센 건축, 무어 건축 양식이 혼합된 것으로, 인도에서는 처음으로 주철 기둥과 지붕 틀을 사용했다. 외관의 특징은 포르티코에 뾰족한 아치를 지지하는 화강암 기둥, 꼭대기에 도금된 돔과 우산(차트리)이 있는 높은 탑, 그리고 그 주위에 있는 다른 돔들의 집합이다. 내부는 대리석 벽과 힌두 신들의 조각이 있는 티크나무 천장으로 화려하게 장식되어 있다. 두르바르 홀은 은문으로 내부 개인 홀과 연결된다. 이 호화로운 방은 준보석이 박힌 바닥 패널과 중앙을 기둥과 아치가 지지하는 스테인드글라스 지붕을 가지고 있다. 궁전 단지의 결혼식장(칼야나 만타파)은 공작 모티프가 있는 스테인드글라스 팔각형 돔으로 유명하다.
라리타 마할 궁전은 E. W. 프리츨리에 의해 1921년에 크리슈나라자 4세 마하라자의 지시로 지어졌다. 건축 양식은 "르네상스"라고 불리며, 영국 장원과 이탈리아 팔라초의 개념을 보여준다. 중앙 돔은 런던의 세인트 폴 대성당을 본떠 만든 것으로 여겨진다. 다른 중요한 특징으로는 이탈리아 대리석 계단, 연회장과 무도회장의 윤기나는 목재 바닥, 벨기에산 커팅 유리 램프 등이 있다. 자간모한 궁전은 1861년에 착공되어 1910년에 완공되었다. 매력적인 돔, 피니얼, 큐폴라를 갖춘 3층 건물은 많은 왕실 축제의 장이었다. 현재는 차마라젠드라 미술관으로 불리며 풍부한 유물을 소장하고 있다.
마이소르 대학교 캠퍼스는 "마나사 강고트리"라고도 불리며, 건축적으로 흥미로운 여러 건물이 있다. 그 중 일부는 유럽식으로 지어졌으며 19세기 후반에 완성되었다. 여기에는 자야락슈미 빌라스 맨션, 크로포드 홀, 이오니아 양식과 코린토스 양식 기둥이 있는 동양 연구소 (1887년에서 1891년 사이에 건설), 그리고 지구 사무소 (아타라 쿠체리, 1887년)가 포함된다. 원래 영국인 위원의 사무실로 사용되었던 아타라 쿠체리는 팔각형 돔과 피니얼이 있어 아름다움을 더한다. 마하라자의 여름 궁전은 1880년에 지어졌으며, 로카란잔 마할이라고 불리며 처음에는 왕족을 위한 학교로 사용되었다. 차문디 언덕 꼭대기에 인도-영국 스타일로 지어진 라젠드라 빌라스 궁전은 1922년에 착공되어 1938년에 크리슈나라자 4세 마하라자에 의해 완공되었다. 마이소르 통치자들이 지은 다른 왕실 저택으로는 마이소르의 치타란잔 마할과 런던의 윈저성을 본떠 지어진 벵갈루루의 벵갈루루 궁전이 있다. 바로크 유럽 르네상스 양식으로 지어진 중앙 식품 기술 연구소(첼루밤바 맨션)는 한때 크리슈나라자 4세 마하라자의 여동생인 첼루밤마니 아바루 공주의 거주지였다. 광범위한 필라스터 작업과 모자이크 바닥은 주목할 만하다.
와디야르 가문이 지은 수많은 사원 중에서 가장 유명한 것은 차문디 언덕 꼭대기에 있는 차문데슈와리 사원이다. 이곳의 가장 초기 구조물은 12세기에 봉헌되었으며, 나중에 마이소르 통치자들의 후원을 받았다. 크리슈나라자 3세 마하라자는 1827년에 드라비다 양식의 고푸람을 추가했다. 이 사원에는 신들의 이미지가 새겨진 은도금 문이 있다. 다른 이미지로는 힌두교 신 가네샤와 크리슈나라자 3세 마하라자 및 그의 세 왕비의 모습이 포함된다. 마이소르의 주요 궁전 주변과 요새 내부에는 여러 시대에 걸쳐 지어진 사원군이 있다. 프라산나 크리슈나스와미 사원 (1829년), 가장 초기 구조물이 1499년으로 거슬러 올라가는 락슈미라마나스와미 사원, 트리네스와라스와미 사원 (16세기 후반), 푸르나이아가 호이살라 양식의 특징을 더해 지은 스웨타 바라하스와미 사원, 워데야르 통치자들의 12개의 벽화로 유명한 프라산나 벤카타라마나스와미 사원 (1836년). 마이소르 시 외곽의 잘 알려진 사원으로는 17세기 후반 벵갈루루 요새에 지어진 야리 ("신화 속 짐승") 기둥이 있는 벤카타라마나 사원과 스리랑가파트나의 랑가나타 사원이 있다.
티푸 술탄은 1784년 스리랑가파트나에 다리야 다울라트 궁전(문자 그대로 "바다의 부의 정원")이라는 목조 열주 궁전을 지었다. 인도-사라센 양식으로 지어진 이 궁전은 장식적인 아치, 줄무늬 기둥 꽃무늬, 그림으로 구성된 정교한 목공으로 유명하다. 궁전의 서쪽 벽은 1780년 칸치푸람 근처 폴릴루르에서 베일리 대령의 군대에 대한 티푸 술탄의 승리를 묘사하는 벽화로 덮여 있다. 한 벽화는 전투가 진행되는 동안 티푸가 꽃다발의 향기를 즐기는 모습을 보여준다. 그 그림에서 프랑스 병사들의 콧수염은 면도한 영국 병사들과 구별된다. 또한 스리랑가파트나에는 1784년 티푸 술탄이 지은 군바즈 마우솔레움이 있다. 이곳에는 티푸와 하이데르 알리의 무덤이 안치되어 있다. 화강암 기단은 벽돌과 필라스터로 지어진 돔으로 덮여 있다.

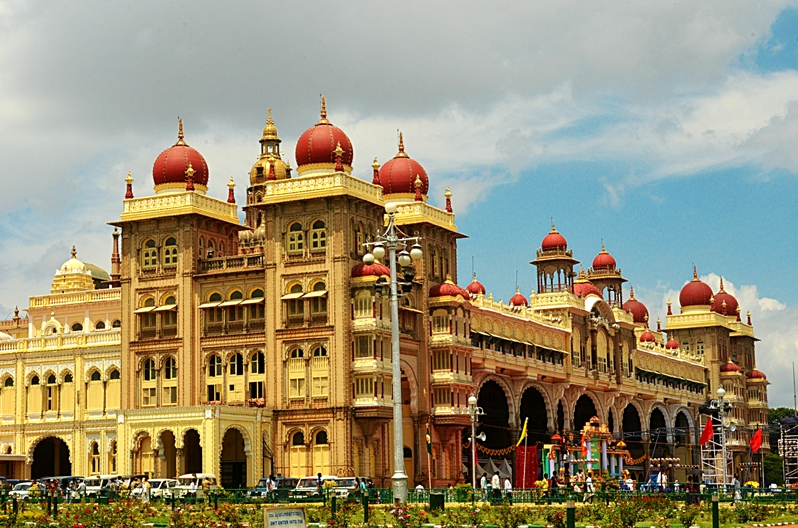
마이소르 궁전
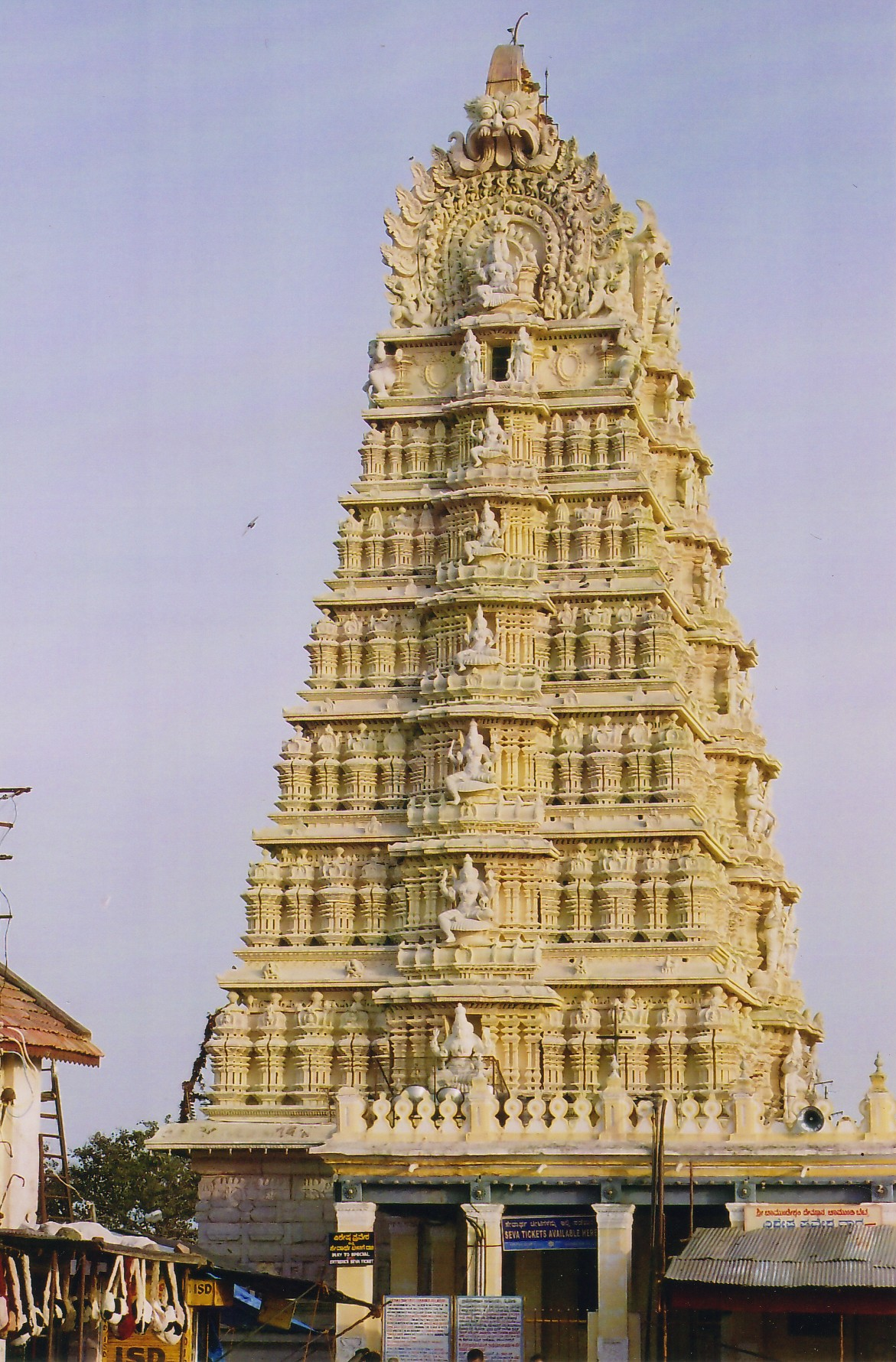
차문디 언덕에 있는 차문데슈와리 사원의 고푸람(탑). 이 사원은 마이소르의 수호신에게 봉헌되었다.
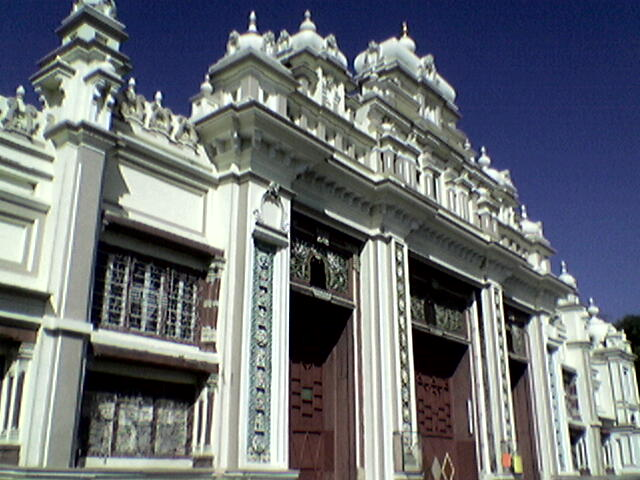
마이소르의 자간모한 궁전 – 현재는 라자 라비 바르마의 걸작들을 소장한 미술관이다.
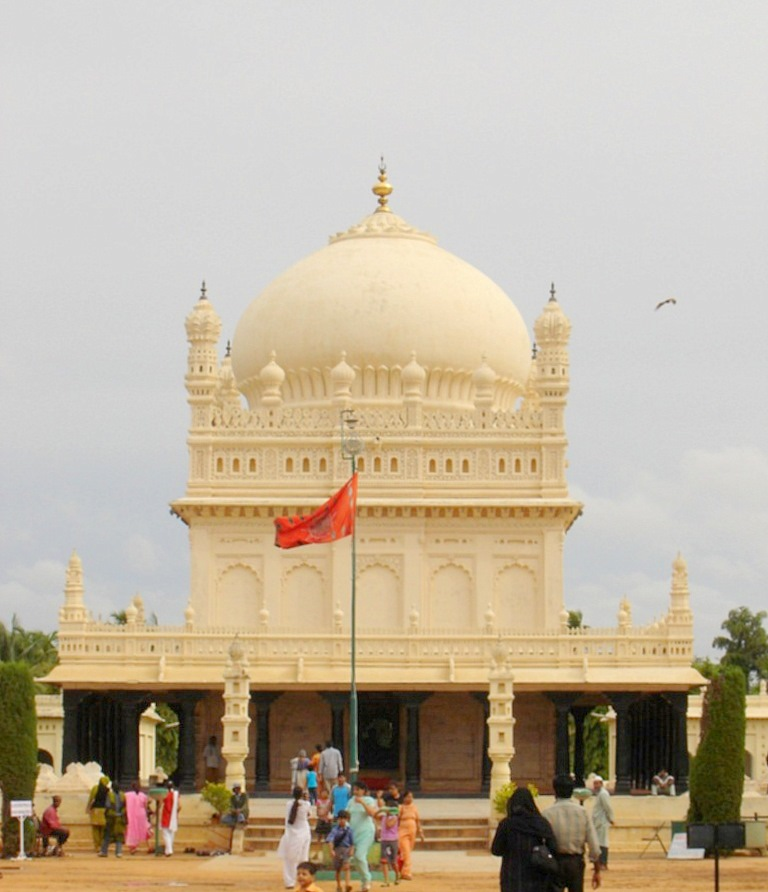
스리랑가파트나의 티푸 술탄의 무덤
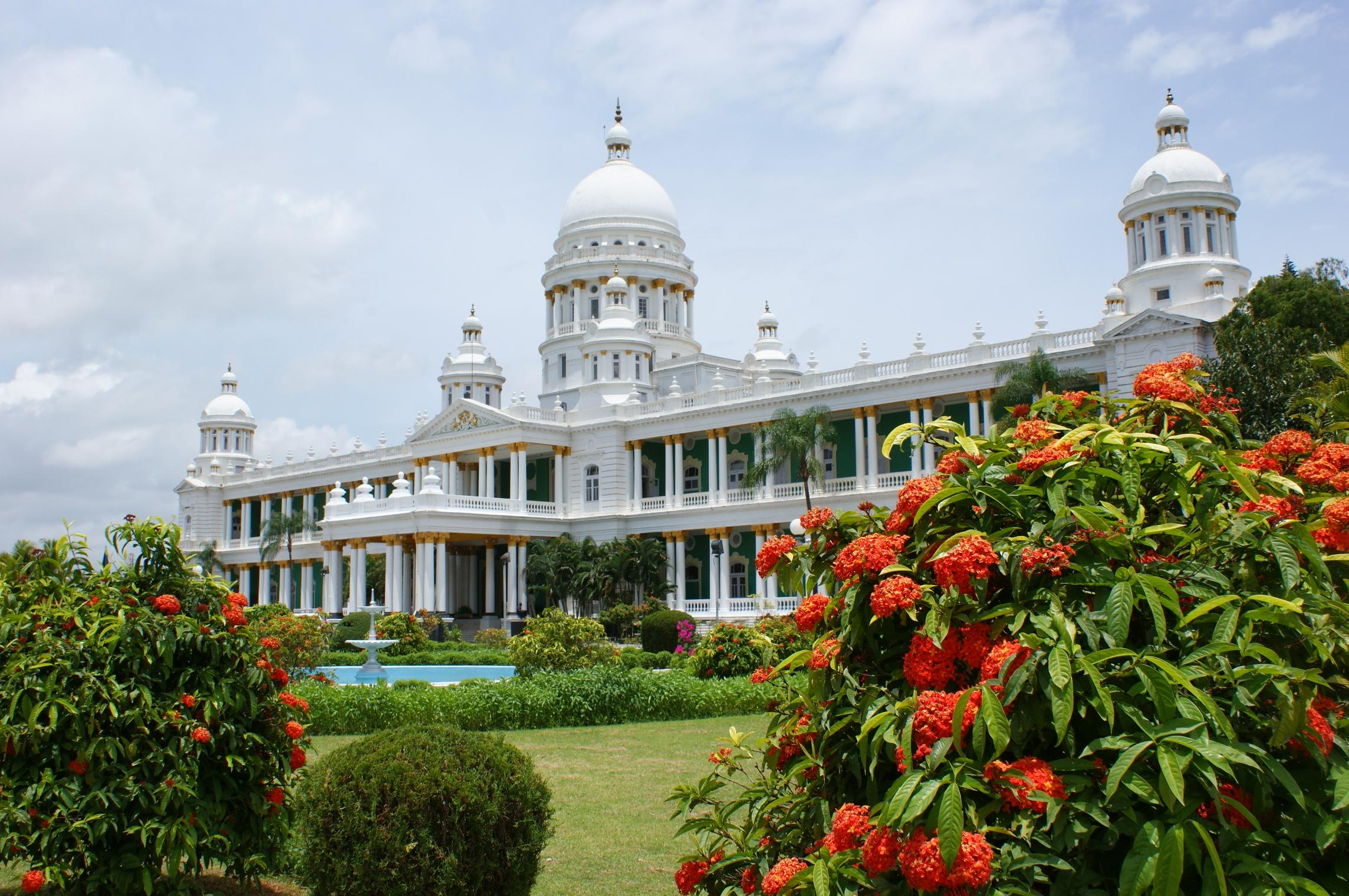
마이소르의 라리타 마할 – 현재 5성급 호텔로, 방문하는 고위 인사들과 VIP들을 맞이한다.

## 마이소르의 과학 기술

### 로켓 과학 및 로켓 포병

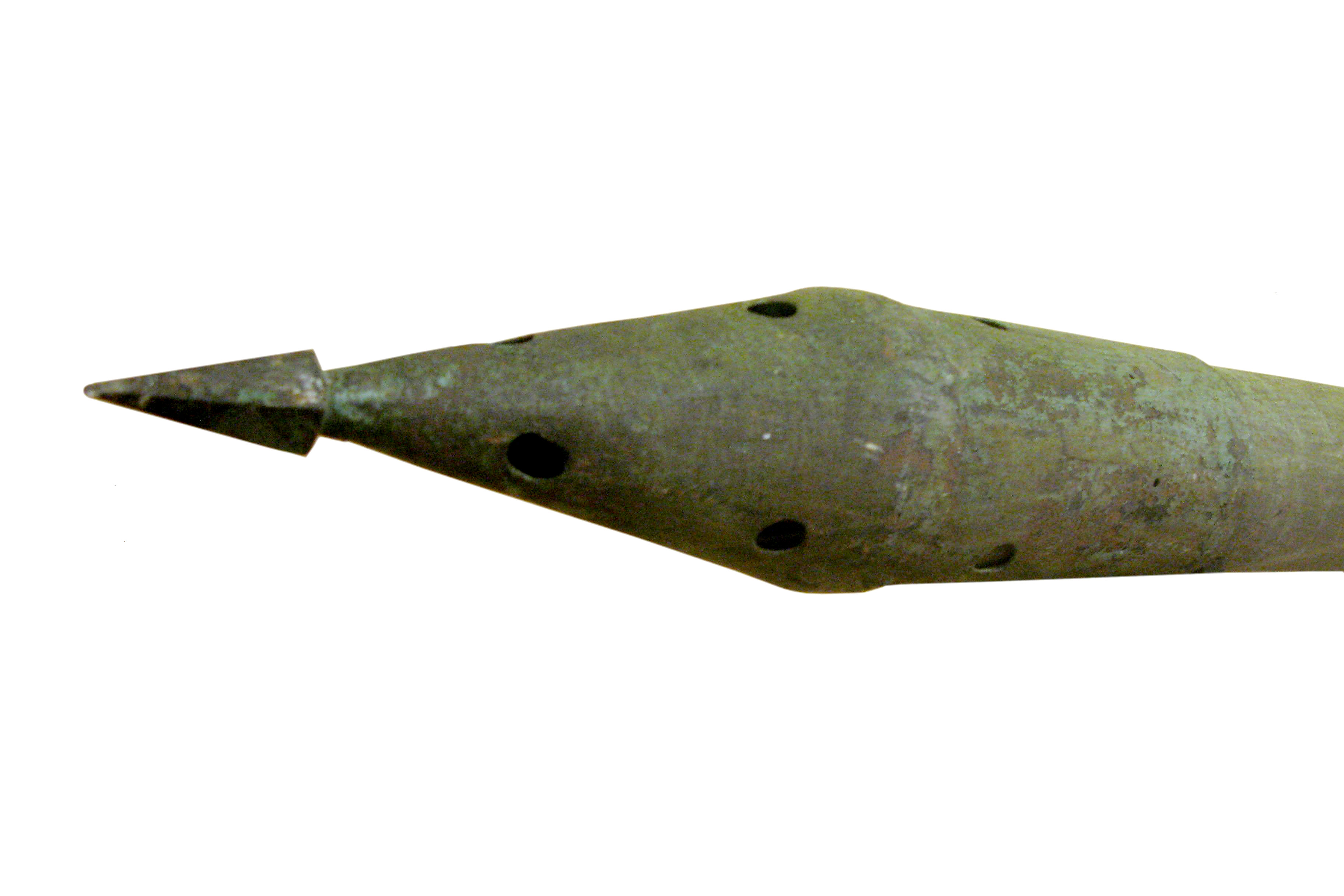
파리 해군 박물관에 전시된 나폴레옹 전쟁 초기 마이소르 로켓/콩그리브 로켓의 끝부분

최초의 철제 케이스와 금속 실린더 로켓포는 1780년대에 티푸 술탄과 그의 아버지 하이데르 알리에 의해 발명되었다. 그는 영국 동인도 회사의 대규모 군대에 맞서 영국-마이소르 전쟁 동안 이 금속 실린더 로켓을 성공적으로 사용했다. 이 시기의 마이소르 로켓은 영국이 본 것보다 훨씬 발전했는데, 이는 주로 추진제를 담는 데 철제 튜브를 사용했기 때문이다. 이는 미사일의 더 높은 추력과 더 긴 사거리(최대 2 km (1 mi) 사거리)를 가능하게 했다. 제4차 영국-마이소르 전쟁에서 티푸의 최종 패배와 마이소르 철제 로켓의 포획 이후, 이들은 영국의 로켓 개발에 영향을 미쳐 곧 나폴레옹 전쟁에서 사용된 콩그리브 로켓을 탄생시켰다.
스테판 올리버 포트와 존 F. 길마틴 주니어는 브리태니커 백과사전 (2008)에서 다음과 같이 언급했다.
마이소르의 왕자 하이데르 알리는 중요한 변화를 통해 전쟁 로켓을 개발했다. 즉, 연소 가루를 담는 데 금속 실린더를 사용한 것이다. 그가 사용한 연한 철은 조잡했지만, 흑색 화약 용기의 파열 강도는 이전의 종이 구조물보다 훨씬 높았다. 따라서 더 큰 내부 압력이 가능했으며, 그 결과 추진 제트의 더 큰 추력이 발생했다. 로켓 본체는 가죽 끈으로 긴 대나무 막대에 묶여 있었다. 사거리는 아마도 0.75마일(1킬로미터 이상)에 달했을 것이다. 비록 개별적으로 이러한 로켓은 정확하지 않았지만, 대량 공격에서 많은 수가 빠르게 발사될 때 분산 오차는 덜 중요해졌다. 이들은 특히 기병대에 효과적이었으며, 발사 후 공중으로 날아가거나 단단하고 건조한 지면을 따라 스쳐 지나갔다. 티푸 술탄은 로켓 무기의 개발과 사용을 계속 확장하여, 로켓 병력을 1,200명에서 5,000명 규모의 군단으로 늘린 것으로 알려져 있다. 스리랑가파트나의 1792년과 1799년 전투에서 이 로켓들은 영국군에 상당한 효과를 발휘했다."

로켓들은 울위치의 왕립 포병 연대장인 토머스 데사굴리에르 중령에 의해 관찰되었는데, 그는 로켓의 효과에 대한 보고서에 깊은 인상을 받아 여러 차례 로켓 무기를 생산하려는 실험을 했지만 성공하지 못했다. 제4차 영국-마이소르 전쟁에서 티푸 술탄이 사망하고 마이소르 왕국이 영국령 인도에 합병된 후, 여러 개의 포획된 마이소르 로켓이 영국으로 보내졌다. 영국의 연구는 1808년 영국 발명가 윌리엄 콩그리브 경이 설계한 콩그리브 로켓의 개발로 이어졌다.

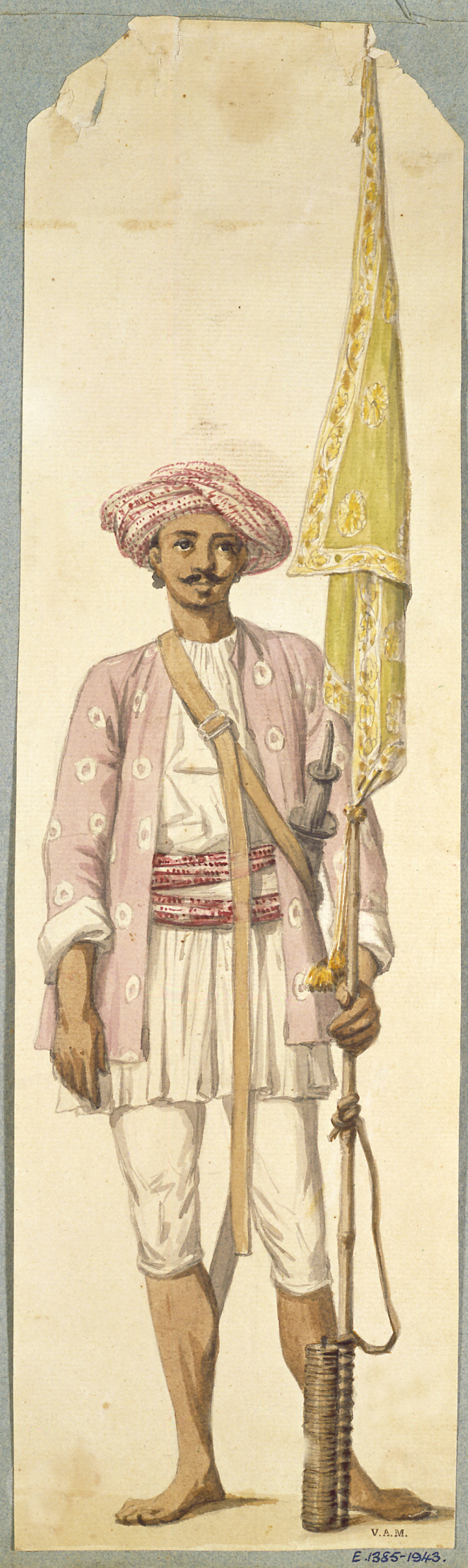
티푸 술탄 군대 병사, 로켓을 깃대처럼 사용하고 있다.

전 인도 대통령 APJ 압둘 칼람은 벵갈루루에서 열린 티푸 술탄 샤히드 기념 강연(1991년 11월 30일)에서 티푸 술탄을 세계 최초의 전쟁 로켓 혁신가라고 불렀다. 스리랑가파트나에서 영국군에 의해 포획된 이 로켓 두 점은 런던의 왕립 포병 박물관에 전시되었다. 역사가 둘라리 쿠레시 박사에 따르면, 티푸 술탄은 맹렬한 전사 왕이었으며, 움직임이 너무 빨라 적에게는 그가 여러 전선에서 동시에 싸우는 것처럼 보였다고 한다.
티푸 술탄의 아버지는 마이소르의 로켓 사용을 확장하여 로켓 자체와 그 사용에 대한 군사 물류에서 중요한 혁신을 이루었다. 그는 로켓 발사기를 운용하기 위해 군대에 최대 1,200명의 특수 부대를 배치했다. 이 병사들은 무기 운용에 숙련되어 있었고, 실린더 지름과 목표물까지의 거리에 따라 계산된 각도로 로켓을 발사하도록 훈련받았다. 로켓에는 양쪽에 날카로운 칼날이 장착되어 있었고, 대량으로 발사되면 회전하여 대규모 군대에 상당한 피해를 입혔다. 티푸는 하이데르 사망 후 로켓 사용을 크게 확장하여 한 번에 최대 5,000명의 로켓병을 배치했다. 폴릴루르 전투에서 티푸가 배치한 로켓은 영국 동인도 회사가 이전에 보았던 것보다 훨씬 발전했는데, 이는 주로 추진제 용으로 철제 튜브를 사용했기 때문이다. 이는 미사일의 더 높은 추력과 더 긴 사거리(최대 2km 사거리)를 가능하게 했다.
영국 측 기록에 따르면 3차 및 4차 전쟁에서 로켓이 사용되었다고 한다. 1799년 스리랑가파트나에서 벌어진 최후의 전투에서 영국 포탄이 로켓이 보관된 탄약고를 강타하여 폭발을 일으켰고, 성벽에서 검은 연기 구름과 함께 폭발하는 흰 빛의 폭포가 치솟았다. 4차 전쟁에서 티푸가 패배한 후, 영국은 다수의 마이소르 로켓을 포획했다. 이 로켓들은 영국의 로켓 개발에 영향을 미쳐 곧 나폴레옹 전쟁에서 사용된 콩그리브 로켓을 탄생시켰다.

### 티푸의 호랑이
티푸의 호랑이는 18세기 자동기계 또는 기계 장난감으로, 인도 벵갈루루의 마이소르 왕국 통치자였던 티푸 술탄을 위해 제작되었다. 조각하고 칠한 나무 케이스는 호랑이가 거의 실물 크기의 유럽 남자를 공격하는 모습을 나타낸다. 호랑이와 남자의 몸 안에 있는 기계 장치는 남자의 한 손을 움직이게 하고, 입에서 울음소리가 나게 하며, 호랑이에게서 으르렁거리는 소리가 나게 한다. 또한 호랑이 옆면에 있는 덮개를 내리면 18개의 음을 가진 작은 파이프 오르간 건반이 나타난다.
이 자동기계는 호랑이 문장을 사용하여 자신의 적이었던 영국 동인도 회사에 대한 증오를 표현한다. 호랑이는 1799년 동인도 회사 군대가 티푸의 수도를 급습했을 때 그의 여름 궁전에서 가져왔다. 총독 모닝턴 경은 처음에 이 호랑이를 런던탑에 전시할 목적으로 영국으로 보냈다. 1808년 런던에 있는 동인도 회사의 사무실이었던 동인도 하우스에서 처음으로 대중에게 공개되었고, 나중에 1880년에 빅토리아 앨버트 박물관(V&A)으로 이전되었다(소장 번호 2545(IS)). 현재는 "남인도의 황실"에 대한 상설 전시의 일부를 구성한다. 런던에 도착한 순간부터 오늘날까지 티푸의 호랑이는 대중에게 인기 있는 명소였다.

### 갤러리
- 1785년–1790년경 마이소르의 티푸 술탄이 사용했던 전투 코트
- 1793년–94년 스리랑가파트나에서 티푸 술탄을 위해 제작된 수발총 나팔총. 티푸 술탄은 많은 서양 장인들을 고용했으며, 이 총은 당시 최신 기술을 반영한다.[194]
- 현재 첸나이 정부 박물관(에그모어)에 있는 티푸 술탄 군대가 사용했던 매우 작은 대포
- 1799년 스리랑가파트나 전투에서 티푸 술탄 군대가 사용했던 대포
- 티푸 술탄이 파테 무함마드에게 선물한 대포 하이다리.
- 티푸 술탄은 쿠슌이라고 알려진 로켓 포병 여단을 조직했으며, 티푸 술탄은 다양한 쿠슌의 병력 수를 1500명에서 거의 5000명으로 늘렸다. 티푸 술탄이 사용한 마이소르 로켓은 나중에 영국에 의해 개량되어 나폴레옹 전쟁 동안 연이어 사용되었다.
- 런던 V&A 박물관에 있는 티푸의 호랑이. 공격받고 있는 엎드린 유럽인을 보여준다.
- 측면도: 손잡이를 돌리면 건반 연주자의 길을 막는 모습

## 같이 보기
- 인도 번왕국 목록
- 하이데라바드국
- 말라바르의 마이소르 침공
- 인도의 정치 통합
- 무굴 제국

## 참고 문헌
- Abram, David; Edwards, Nick; Ford, Mike; Sen, Devdan; Wooldridge, Beth (2003). 《South India》. Rough Guides. ISBN 1-84353-103-8.
- Aiyangar, Krishnaswami S. (1911). 《Ancient India: Collected Essays on the Literary and Political History of Southern India》. New Delhi: (Facsimile Reprint 2004) Asian Educational Services. ISBN 81-206-1850-5.
- Bakshi, Shiri Ram (1996). 《Gandhi and the Congress》. New Delhi: Sarup and Sons. ISBN 81-85431-65-5.
- Bradnock, Robert (2000) [2000]. 《South India Handbook – The Travel Guide》. Footprint Travel Guide. ISBN 1-900949-81-4.
- Chopra, P. N.; Ravindran, T. K.; Subrahmanian, N. (2003). 《History of South India (Ancient, Medieval and Modern) Part III》. New Delhi: Sultan Chand and Sons. ISBN 81-219-0153-7.
- Indian Science Congress Association (various authors), Presidential Address, vol 1: 1914–1947 (2003). 《The Shaping of Indian Science》. Orient Blackswan. ISBN 81-7371-432-0.
- Kamath, Suryanath U. (2001) [1980]. 《A concise history of Karnataka : from pre-historic times to the present》. Bangalore: Jupiter books. LCCN 80905179. OCLC 7796041.
- Manchanda, Bindu (2006) [2006]. 《Forts & Palaces of India: Sentinels of History》. Roli Books Private Limited. ISBN 81-7436-381-5.
- Michell, George (1995년 8월 17일). 〈Temple Architecture: The Kannada and Telugu zones〉. 《The New Cambridge History of India: Architecture and Art of Southern India》. Cambridge University Press. ISBN 0-521-44110-2.
- Mukherjee, Sujit (1999) [1999]. 《A Dictionary of Indian Literature》. Orient Blackswan. ISBN 81-250-1453-5.
- Murthy, K. Narasimha (1992). 〈Modern Kannada Literature〉.   George K.M. 《Modern Indian Literature:An Anthology – Vol 1》. Sahitya Akademi. ISBN 81-7201-324-8.
- Nagaraj, D.R. (2003) [2003]. 〈Critical Tensions in the History of Kannada Literary Culture〉.   Sheldon I. Pollock. 《Literary Cultures in History: Reconstructions from South Asia》. Berkeley and London: University of California Press. ISBN 0-520-22821-9.
- Narasimhacharya, R (1988) [1934]. 《History of Kannada Literature》. New Delhi: Asian Educational Services. ISBN 81-206-0303-6.
- Pranesh, Meera Rajaram (2003) [2003]. 《Musical Composers during Wodeyar Dynasty (1638–1947 A.D.)》. Bangalore: Vee Emm. ISBN 978-8193101605.
- Raman, Afried (1994). 《Bangalore – Mysore: A Disha Guide》. Bangalore: Orient Blackswan. ISBN 0-86311-431-8.
- Rice, E. P. (1921). 《Kannada Literature》. New Delhi: (Facsimile Reprint 1982) Asian Educational Services. ISBN 81-206-0063-0.
- Rice, B.L. (2001) [1897]. 《Mysore Gazetteer Compiled for Government-vol 1》. New Delhi, Madras: Asian Educational Services. ISBN 81-206-0977-8.
- Sastri, Nilakanta K.A. (2005) [1955]. 《A history of South India from prehistoric times to the fall of Vijayanagar》. New Delhi: Indian Branch, Oxford University Press. ISBN 0-19-560686-8.
- Singh, Nagendra Kr (2001). 《Encyclopaedia of Jainism》. Anmol Publications. ISBN 81-261-0691-3.
- Stein, Burton (1987). 《Vijayanagara (The New Cambridge History of India)》. Cambridge and New York: Cambridge University Press. Pp. 156. ISBN 0-521-26693-9.
- Subrahmanyam, Sanjay (2001). 〈Warfare and State Finance in Wodeyar Mysore〉.   Subrahmanyam, Sanjay. 《Penumbral Visions》. Ann Arbor: University of Michigan Press. 161–193쪽. ISBN 978-0-472-11216-6.
- Subramaniyan, V.K. (2006) [2006]. 《101 Mystics of India》. Abhinav Publications. ISBN 81-7017-471-6.
- Various (1988) [1988]. 《Encyclopaedia of Indian literature – vol 2》. Sahitya Akademi. ISBN 81-260-1194-7.
- Venkata Ramanappa, M. N. (1975) [1975]. 《Outlines of South Indian history : with special reference to Karnataka》. Delhi : Vikas Pub. House; London (38 Kennington La., SE11 4LS) : [Distributed by] Independent Pub. Co. ISBN 0-7069-0378-1.
- Weidman, Amanda J (2006) [2006]. 《Singing the Classical, Voicing the Modern》. Duke University Press. ISBN 0-8223-3620-0.

## 추가 자료
- “India”. 《라이프》 (Time, Inc.). 1941년 5월 12일. 94–103쪽.
- Yazdani, Kaveh. India, Modernity and the Great Divergence: Mysore and Gujarat (17th to 19th C.) (Leiden: Brill), 2017. xxxi + 669 pp. online review 보관됨 11 7월 2018 - 웨이백 머신